# Stockholms historiska krogar, värdshus och restauranger

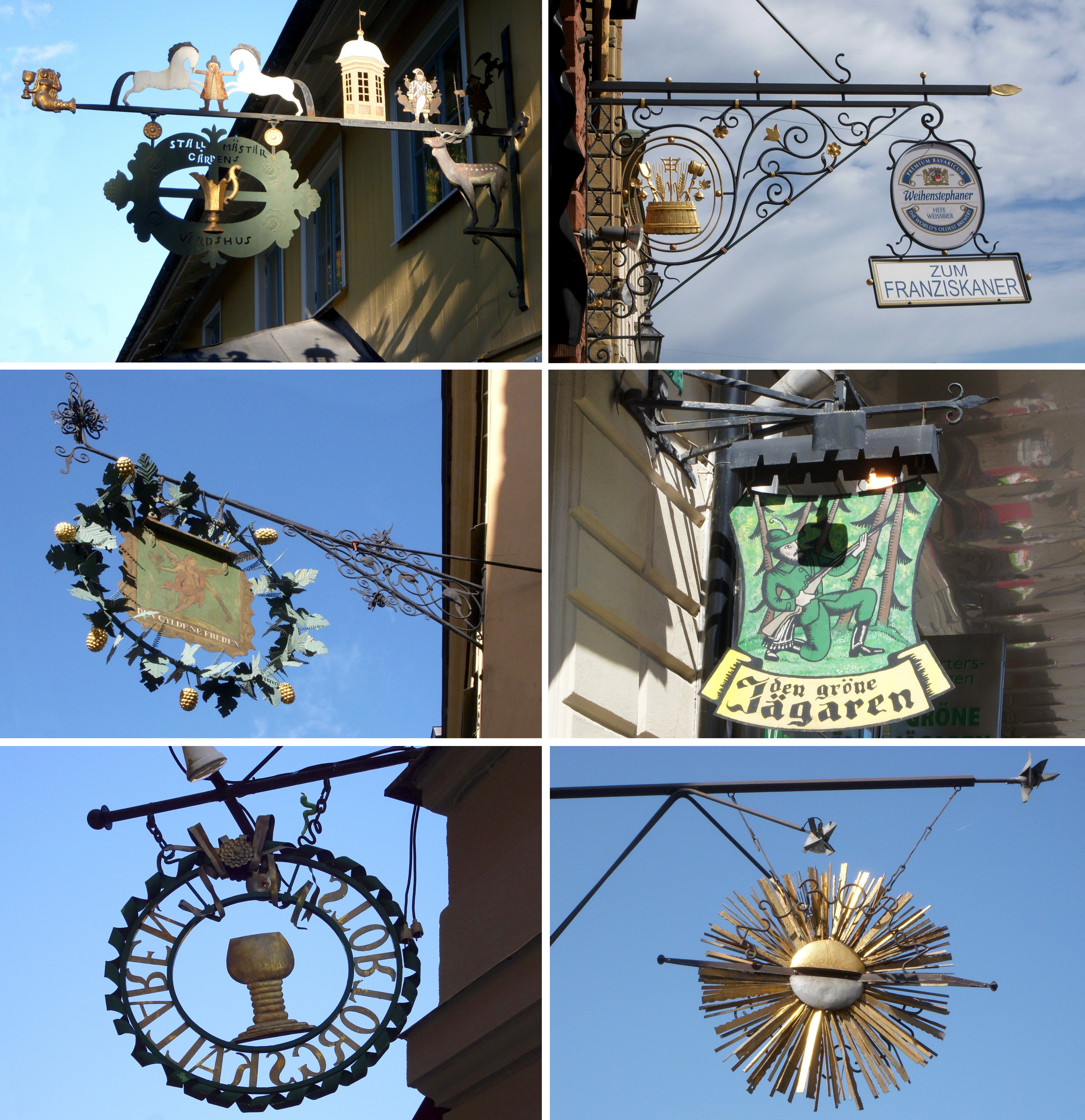
Klassiska restaurangskyltar i Stockholm.
Övre raden: Stallmästargården och Zum Franziskaner
Mellanraden: Den gyldene freden och Den gröne Jägaren
Nedre Raden: Stortorgskällaren och Källaren Aurora.

Stockholms krogar, värdshus och restauranger kan följas tillbaka till medeltiden. Namngivna vinkällare från den tiden var exempelvis Källaren Spanska Druvan vid Stortorget där kung Johan III lär ha varit gäst vid 1500-talets mitt. Med sina anor från åtminstone 1350-talet, utgör Storkällaren i dåvarande Rådstugan Stockholms äldsta kända näringsställe. Att driva ett utskänkningsställe var omgärdat av en mängd bestämmelser som även ändrades ständigt men ändå sällan efterlevdes. 
Enligt en kunglig förordning från 1605 skulle det finnas sex privilegierade och namngivna värdshus i Staden mellan broarna. De blev därmed Stockholms första officiella storkällare som fick ta hand om hovets utländska gäster och främmande sändebud. Tre Kronor vid Järntorget var det förnämligaste av alla.
Under slutet av 1600-talet fanns 51 vinkällare, 81 öl- och brännvinskrogar och 21 gårkök i staden, som då hade drygt 60 000 invånare. Det blev ungefär ett serveringsställe på 325 stadsbor, inklusive barn. I mitten av 1700-talet fanns närmare 700 officiella krognummer i Stockholm. Med dåtidens invånarantal motsvarade det ett utskänkningsställe per omkring 83 invånare. Det rörde sig ofta om enkla etablissemang som drevs av medellösa kvinnor vilka fick serveringstillstånd som ett slags fattighjälp. De något ”finare” utskänkningsställena, som vinkällare och värdshus, drevs av utbildade vinskänkar och traktörer. I ett regelverk från 1788 begränsades antalet traktörer i Stockholm till 50.
De flesta av Stockholms krogar och restauranger, som etablerade sin verksamhet under 1800-talet och tidigare, existerar inte längre. Ibland finns bara namnet kvar som i modern tid övertagits av en ny restaurang som exempelvis Edsbacka krog, ursprungligen grundad 1626, och med andra funktioner under 111 år, eller Clas på Hörnet med anor från 1700-talet som inhyste både kolerasjukhus, renhållningsverkets kaserner och bostäder. 
Den framstående skalden Carl Michael Bellman var en flitig besökare av stadens utskänkningsställen och i sina dikter omnämnde han 113 krogar och värdshus i Stockholm med omgivning. Av dem låg 30 enbart i Gamla stan och bland dem märks Källaren Stralsund som kan dateras tillbaka till år 1502 och därmed räknas som Stockholms äldsta kända privata krog med dokumenterat serveringstillstånd. 
I Stockholm med omnejd återstår  i dag bara två historiska matställen som drivit sin verksamhet i obruten följd och på samma plats: Stallmästaregården i Solna från 1600-talets mitt och Den gyldene freden i Gamla stan som ligger på samma adress sedan 1722.

## Historia

### Medeltidens utskänkningsställen

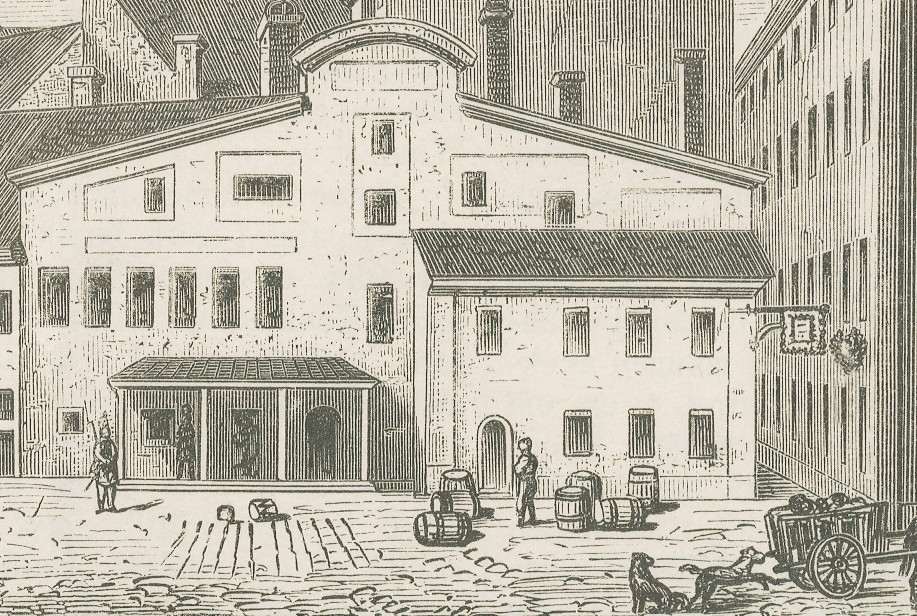
Storkällaren i Rådstugan (till höger bakom vinfaten), Stockholms äldsta kända näringsställe från 1350-talet, illustration av Erik Palmstedt, 1768.

I Stockholm har det funnits kända utskänkningsställen åtminstone sedan medeltiden. Med säkerhet kunde resande dock långt tidigare äta och dricka mot något slags betalning vid exempelvis platser där handel bedrevs och många människor möttes. Mat och dryck såldes troligen också i någon form i därför inrättad lokal. De äldsta kända kallades ölbod där inhemskt bryggt öl serverades. Redan i Stockholms äldsta stadslag, Bjärköarätten från 1200-talets senare del, fastslogs att man måste ha tillstånd att få öppna importerade vinfat och sälja innehållet eller tappa om det, vilket skedde på speciella handelsplatser. I anslutning till sådana platser var det vanligt att man kunde äta och dricka.
År 1344 skulle varje köpstad ha två olika härbärgen där övernattning och förplägnad erbjöds. Dessa inkluderade även kyrkans och klostrens övernattningsverksamhet. År 1453 fanns fyra härbärgen i Stockholm, alltså på Stadsholmen, som då hade mellan 5 000 och 6 000 invånare. De som tog in där var främst pilgrimer och handelsmän. Kungens män fick bo gratis.
Vin- och ölkontrollen skedde i rådhusets källare, Rathskeller, efter de tyska hansestädernas förebild. Stockholms stadskällare, även kallad Storkällaren, låg i Rådstugan vid Stortorget och omnämns första gången 1350, men fanns troligen tidigare. Den ägdes av stadens borgmästare och råd men utarrenderades till källarmästare som stod för den praktiska verksamheten. I Stockholm låg den i Rådstugans bottenvåning och övervåning vid hörnet närmast Källargränd, som för övrigt fick sitt namn efter verksamheten. "Källare" syftade på att det fanns en källare där man förvarade vin och öl, men ingen satt där och drack.
I samband med kung Sigismunds ankomst till Stockholm 1593 var det tydligen ont om mat- och övernattningsställen för resande. Därför beslöt magistraten, "att här i staden så ock på malmarna" skulle förordnas flera "herbergerare och gästgifwere, som then fremmande man för Penningar schole herberge läne, maath och ööl selia". De skulle "udhängie atskillige tekn och märkie såsom uthanlandz skeer at then waeghfarande må vete athan må der indraga". Sådana "tekn och märkie" (tecken och markeringar) var exempelvis en krans av granris eller löv som hängdes upp på en stång utanför lokalen vilket man kan se på Olaus Magnus illustration från 1555.

### Lagar och förordningar

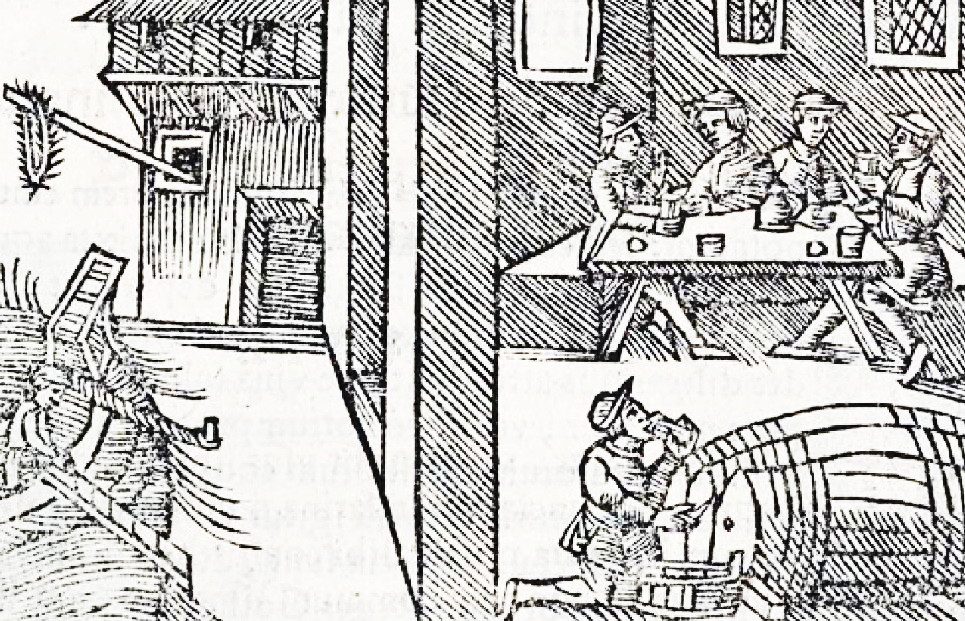
En vinstuga enligt Olaus Magnus, 1555. Stället markerades med en krans av granris eller löv som hängdes upp utanför.

Vinhandeln stod under stadens kontroll och vinmannen var stadens vinhandlare och kontrollant. Enligt skotteboken från 1460 fanns detta år bara en vinman i Stockholm. Han kallas i samtida skrifter "Jacob vinman" och är möjligtvis identisk med Jacob Custe. På grund av den stora införseln av vin till Stockholm räckte stadskällaren inte längre till och efter 1473 fick vin även lagras i borgarkällare.
Utskänkning på vardagar och helgdagar var noga reglerad och nya bestämmelser utfärdades löpande. För verksamheten krävdes ett utskänkningstillstånd. Källaren Stralsund i kvarteret Pollux fick sitt tillstånd år 1502 och räknas därmed som Stockholms äldsta kända värdshus med dokumenterat utskänkningstillstånd. Lagar och förordningar gällande utskänkningen efterlevdes sällan. En följd av detta var ett förbud att hålla krög- eller skänkereij antingen i Staden eller på Malmarne öppna efter klockan 21 på söndagskvällarna eller klockan 19 på vardagskvällarna. Ändå var superier med våldsamheter och slagsmål vanliga på serveringsställen eller i anslutning till dessa. Rättegångsprotokoll berättar om munhuggning och gräl som övergick i slagsmål med ibland dödlig utgång. Ett känt exempel härför är Källaren Fimmelstång där skalden Lasse Lucidor dödades den 12 augusti 1674 med värja i ett bråk om en obesvarad skål.
År 1651 kom Kongl. May:tz Krogare- eller Gästgifware Ordning med bestämmelser för skjutsväsendet och gästgiverierna. Att skjutsväsendet fungerade var viktigt för landet. Det statligt organiserade systemet med skjutsväsen och gästgiverier fanns kvar till 1933.

### Olaglig utskänkning

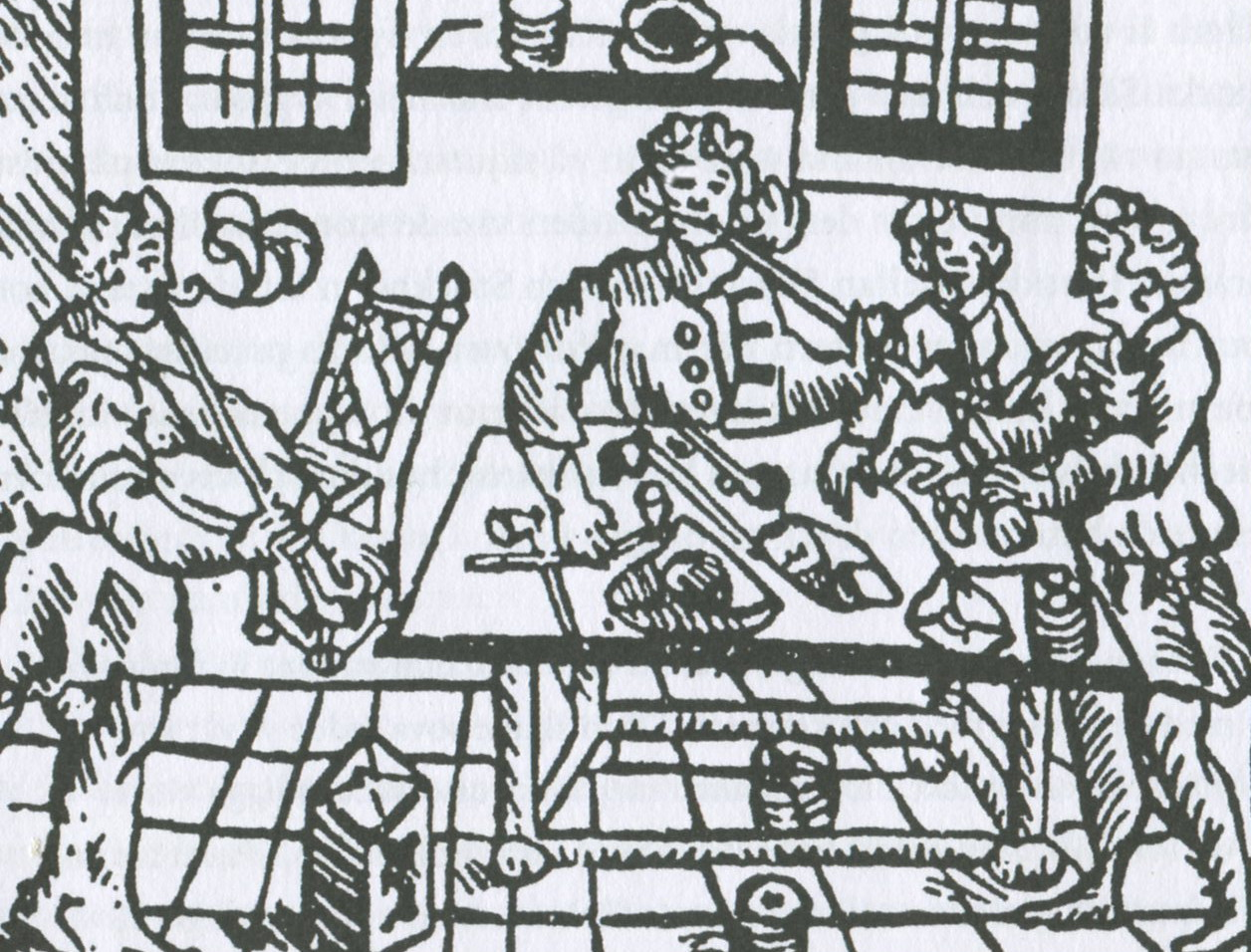
Krogmiljö från 1500-talet. Till umgänget hörde även att man "drack" eller "söp" tobak.

För att driva en krog krävdes tillstånd och staten beskattade verksamheten. Det fanns så kallade lönnkrogar. Det var illegala utskänkningsställen där man brände sprit och bryggde öl samt sålde mat utan tillstånd och struntade i skatten. Under slutet av 1600-talet fanns det i nästan varje hus en illegal krog eller en ölförsäljning, trots att det var ganska lätt att erhålla myndigheternas tillstånd. Ett utskänkningstillstånd var dock knutet till vissa villkor, exempelvis att sälja endast öl som bryggdes hos de privilegierade bryggarna, eller att man var borgare i staden.
År 1694 stängdes 80 lönnkrogar i Stockholm. Övervägande delen av dem drevs av kvinnor, oftast änkor som på det viset försökte klara sitt uppehälle. I samband med stängningen upprättades en förteckning över personer som tillhandahöll ”ölutskänkning samt hållit matställen utan att därför till staden erlägga någon afgift”. I förteckningen hette det exempelvis:
- Cofferdi Båtsmannen Jöns Anderssons hustru håller krogh under barberaren Herman Roos enkias huus.
- Trumpetaren Anthony, i Måns Nilsson Öhmans huus, håller öhlsälgning, som grannarne berättade.
- Under hattstofferaren Måns Nilssons huus håller Cronones Båtzman Erich Johansons hustru, Brita Nildotter, krogh.
- Hökaren Abraham Erssons enkia håller öhlsälgning; oförmögen.
- Hoos Petter Wijberg, skräddare, boor en hustro, som skall hålla kostgångar, wedh namn Lissbeta Knutsdotter.
- Bengdt Moritz’ enkia håller och giäster.
- Gabriel Erssons båtzmans enkia håller krogh under Strålsundz herberget (i Skottgränden).
- Feldtwäbeln under Gardiets hustru, Anna Lind, håller krogh.
- Under körsnären Johan Schickz huus sitter een pijga Margreta, holler krogh.
- Under trappan i (segelsömmaren Peter Degenaers hus) boor hustru Catarina Hansdotter; är enkia; håller krog.
- Kocken Peter Eekman skall wara hoos landzhöfdingen Hög. Wälb. Herr Lovisins enkiefru i tienst; berättas göra baakelser och pasteyer åth folck.
- Kläddrängen på Slottet, Anders Halfwarsson, håller öhlsälgning.
- Stadstiänaren Anders Larsson wedh stadzkiämnärs kammar; brygger sielff och håller öhlsälgning.
- Wachtmestaren på Ridderhuuset, Måns, sällier dubbelt öhl och bränwijn.

### Stockholms första officiella värdshus
Enligt Karl IX:s förordning från den 12 juni 1605 om rätten för gästgiverierna att köpa utländska viner och öl i Staden mellan broarna skulle det finnas sex öppna värdshus och två gårkök. Förordningen upplästes på Stockholms rådstuga den 28 augusti samma år och vann därmed laga kraft. Som igenkänningstecken skulle det hängas ut skyltar med symboler som tre kronor, en blå örn, ett förgyllt lejon, en grip, en sol, en måne, en stjärna och en gris. Skyltarna och serveringstillståndet knöts även till vissa krögare, så skulle tre kronor gå till Hendrich Luntenkröger Danitz, den blå örnen till Didrik Bökman och det förgyllda lejonet till Hans Meyer (eller Meijer). En grip skulle användas av Meinert Feltman och solen av Hans Nielsson, slutligen månen av Didrik Fisk (eller Fischer). De båda gårköken skulle kallas Farken respektive Stiernan med Michill Wossin respektive Lukas Emekate som krogvärdar. På det viset föddes Stockholms tidiga värdshusnamn:
Värdshus

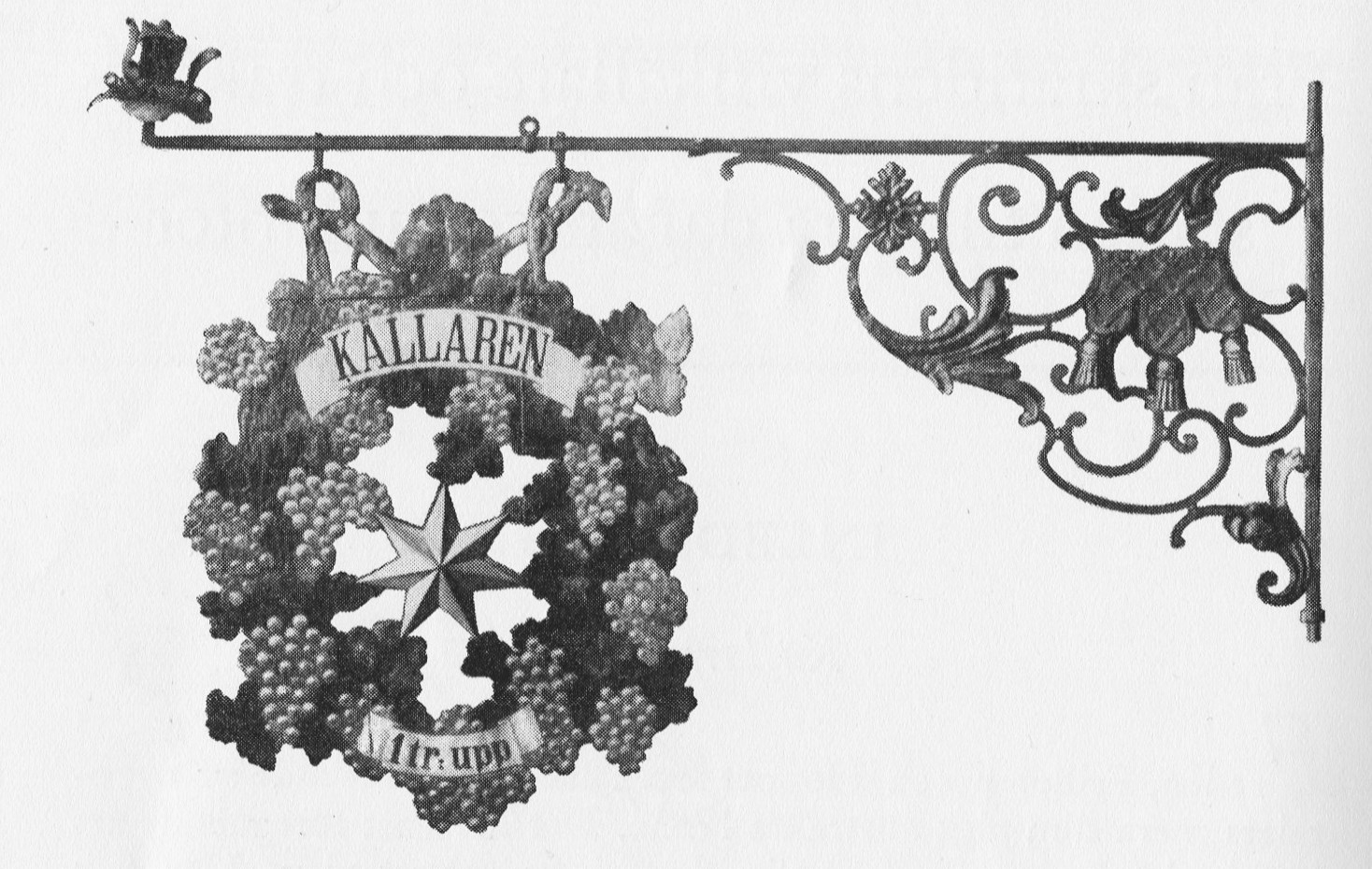
Stiernans flaggskylt från 1700-talets mitt (finns i dag på Nordiska museet).

- Tre Kronor (i kvarteret Proserpina),
- Blå Örn (i kvarteret Medusa),
- Förgyllda Lejonet (i kvarteret Atlas),
- Gripen (i kvarteret Trivia),
- Solen (i kvarteret Medea),
- Månen (i kvarteret Cupido).

Gårkök
- Farken (i kvarteret Apollo)
- Stiernan (i kvarteret Phoebus)

Alla dessa värdshus existerade redan före förordningen från 1605 men blev genom skyltningen kända och privilegierade "storkällare" och deras ägare "officiella gästgivare" som fick ta hand om hovets utländska gäster och främmande sändebud. Förutom Förgyllda Lejonet låg samtliga kring Järntorget eller i dess omedelbara närhet. Tre Kronor var den förnämligaste av alla och namnbytte till Bankokällare på 1680-talet. Gårköket Stiernan på Österlånggatan existerade till 1900-talets början. Här startade Kasten Hoff sin bana som vinskänk. Han skulle sedermera ge namn åt vinkällaren och byggnaden Kastenhof. Även Farkens namn lever  i dag vidare i Ferkens gränd som har sitt namn efter detta gårkök.
Järntorget var en central handelsplats mellan Saltsjön och Mälaren och hit anlände landsvägsresande först när de kom till staden söderifrån. Här stod också Våghuset för vägning av Bergslagens stångjärn. Man ansåg även att värdshusen befrämjade handeln. År 1624 hade antalet värdshus stigit till 14.

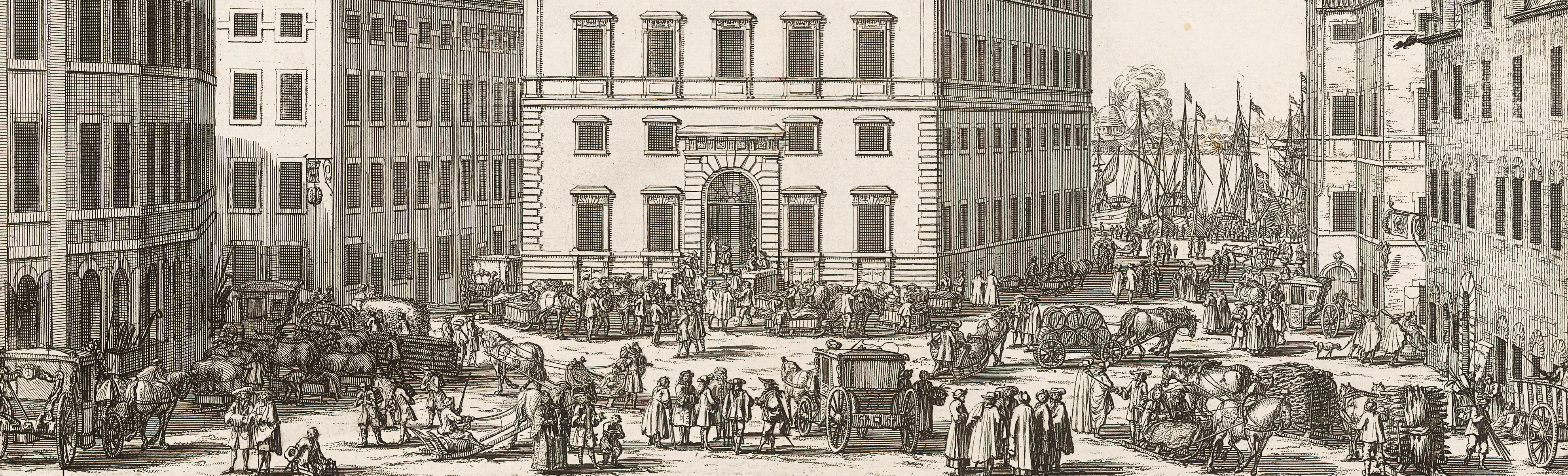
Livet på Järntorget vintern 1691 enligt Erik Dahlbergh (Willem Swiddes kopparstick). Tre Kronors skylt syns på Alardiska husets hörn mot torget längst till vänster och Blå Örns skylt med vinlövskrans smyckar hörnhuset till höger. Byggnaden i mitten är Södra Bankohuset.

### Antal utskänkningsställen
Det finns bara några få beräkningar om antal utskänkningsställen i Stockholm på 1600- och 1700-talen. Exempelvis räknades under slutet av 1600-talet 51 vinkällare, 81 öl- och brännvinskrogar och 21 gårkök i den vid tiden drygt 60 000 invånare stora staden. Det var ungefär ett serveringsställe på 325 stadsbor (barn inräknade). I mitten av 1700-talet fanns närmare 700 officiella krognummer (serveringstillstånd) i Stockholm, men inte alla tillstånd utnyttjades. Vid ett befolkningsantal som hade sjunkit till omkring 58 000 individer betydde det ett utskänkningsställe per omkring 83 invånare. Som jämförelse kan nämnas att 2016 fanns i Stockholms stad 3 315 krogar, kaféer och restauranger. Med en folkmängd på cirka 935 0000 individer samma år motsvarar det 282 stockholmare per serveringsställe.

### Krogarnas standard

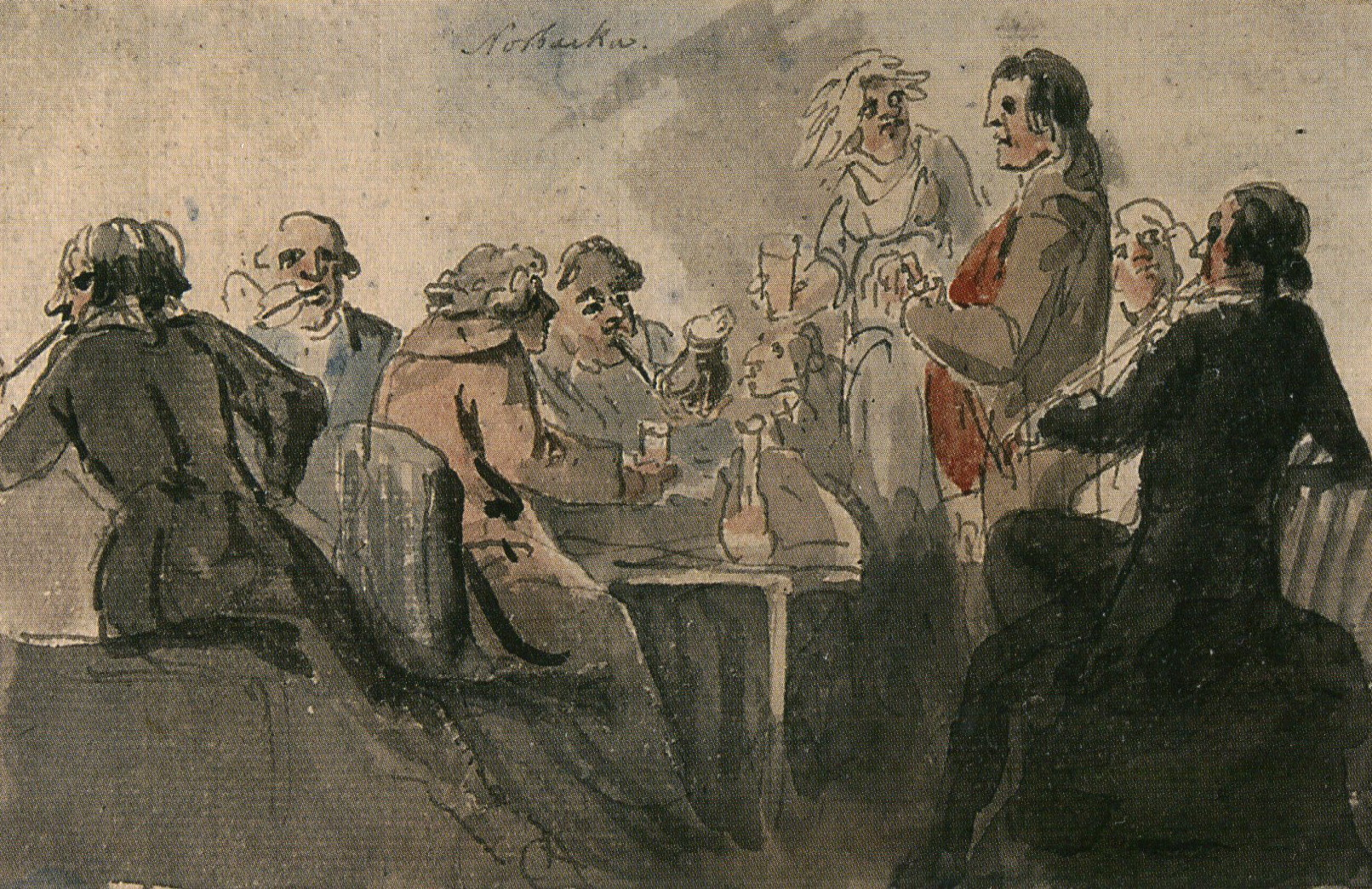
En afton på Norrbacka värdshus, Elias Martin omkring 1800.

Gällande krogar och utskänkningsställen rörde det sig i regel om enkla kyffen bestående av ett eller två rum med ingång från gatan eller om mörka källarlokaler med en brant trappa ner. I de flesta fall hade de plats för 10–12 sittande gäster. En del stod och drack sitt öl eller vin och satte sig aldrig. Standarden var låg, vilket en inventarieförteckning från 1770-talet över krogen Dunderhyttan på Djurgården (Hasselbackens föregångare) kan illustrera: 28 st. gamla trästolar, 5 st. gamla bord, 1 st. gammalt skåp, 9 st. brännvinsglas och ett halvt dussin ölglas.

### Ett kvinnoyrke
Oftast var det änkor vars män dött i krig eller andra personer med försörjningsproblem som drev krogar. De fick krogtillstånd som ett slags fattighjälp. Att det var många kvinnor som drev Stockholms krogar framgår av krogarnas registreringsnummer. Så sköttes exempelvis Krog No 554 av Lisa Wahlgren, Krog No 570 av Greta Eriksdotter, Krog No 585 av skepparen Johan Elgs hustru, Krog No 575 av amiralitetssjömannen Nils Hasselgrens hustru och Krog No 614 av timmermansänkan Ingrid Niskanen. Efter 1750-talet var krögerska ett av de vanligaste kvinnliga yrkena. Men det stora antalet krogar i Stockholm förde även med sig att priserna sjönk och verksamheten var förmodligen inte särskild lukrativ för de flesta krögerskor. Kroggästerna var övervägande män. Krogarna fungerade inte bara som en plats där man kunde dricka öl eller vin utan även som värmestuga och ett ställe där männen kunde diskutera med varandra. Kvinnorna hade sitt umgänge i hemmet.

### Vinskänkar, traktörer och krögare

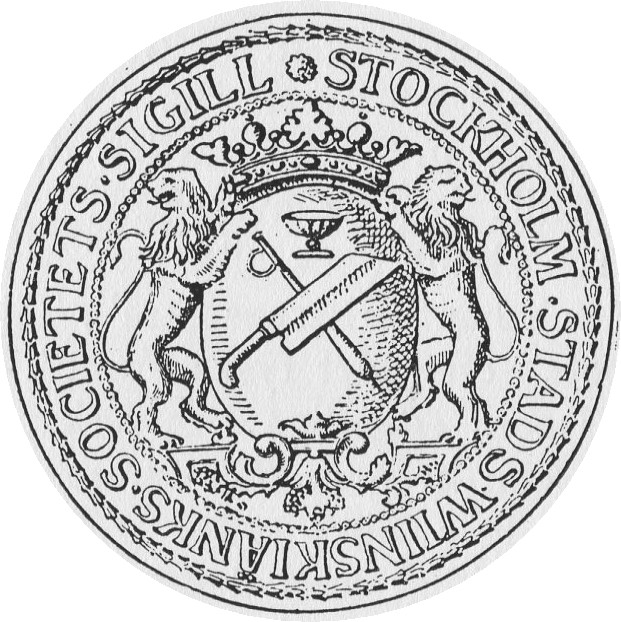
Stockholms Vinskänks Societetens Sigill.

För stadens vinutskänkning fanns en särskild yrkeskår, vinskänkarna. De bildade under 1600-talets första hälft (möjligen 1602) ett eget skrå kallat Stockholms Stads Vinskänkarsocietet som skötte försäljning och servering av alkoholhaltiga drycker, främst vin, för privat konsumtion. År 1703 beslutade Societeten att utskänkningsställen för vin skulle ha en skylt i form av en vinlövskrans på husets fasad. Det gällde dock enbart för medlemmar i Vinskänkarsocieteten. En sådan vinlövskrans finns sedan 1722 fortfarande kvar på sin plats utanför Den Gyldene Freden i Gamla stan.
Utskänkningsställena, som gårkök och värdshus drevs av utbildade traktörer och inrymdes i större lokaler än de för krogar, ofta i egna byggnader och med egen trädgård. På 1600-talets mitt sammanslöt de sig i skrået Traktörsocieteten. En av de första mästertraktörer i Traktörsocieteten var gårkocken Anders Månsson Holm som 1692 öppnade värdshuset Mäster Anders på Kungsholmen. Traktörer hade rätt att sälja brännvin och andra destillerade sprithaltiga drycker (dock ej vin) och serverade även mat. Vinskänkarnas och traktörernas societeter existerade fram till 1846 då skråväsendet avskaffades i Sverige.
Den tredje och lägsta kategorin omfattades av krögarna. De förestod en krog och skulle tillfredsställa de enklaste dryckesbehoven där mat spelade en underordnad roll. Huvudsakligen serverades färsköl. Även krögarna hade sitt eget skrå, Krögarämbetet, som sedan 1672 låg direkt under Handelskollegium. På 1700-talets mitt sköttes Stockholms utskänkningsställen av cirka 50 vinskänkar, 100 traktörer och 500 krögare. Dessutom fanns omkring 20 sockerbagare och lika många kaffehusidkare.

### Utvärdshus och sjökrogar
I Stockholms utkanter, vid de stora färdvägarna till och från staden, längs segellederna och vintervägarna över Saltsjön och Mälaren, låg en lång rad välkända värdshus respektive sjökrogar. Där kunde den resande inte bara äta och dricka utan även övernatta. De större gästgiverierna längs landsvägarna hade även poststation och stall där postiljonen kunde byta hästar. Bland landets största utvärdshus räknas Fittja värdshus som från 1663 fanns kvar i olika former fram till år 1972.
Sjökrogar uppsöktes av sjöfarare bland annat i väntan på bättre väder och fungerade delvis även som bunkringsplatser. Sjökrogsvärden erbjöd utöver mat och dryck ett varmt och torrt rum att sova i, vilket uppskattades särskilt av en blöt och frusen sjöman. Sin storhetstid hade sjökrogarna från 1500-talet och fram till 1800-talets andra hälft. De försvann i takt med att ångbåtarna gjorde sitt intåg. Sjökrogen vid Dalarö fästning i södra Stockholms skärgård ansågs vara landets största.
Några exempel i urval:

- Arboga kök (Mälaren)
- Ekensbergs värdshus (Mälaren)
- Fittja värdshus (Södertäljevägen)
- Fjäderholmarna (Saltsjön)
- Görvälns krog (Mälaren)

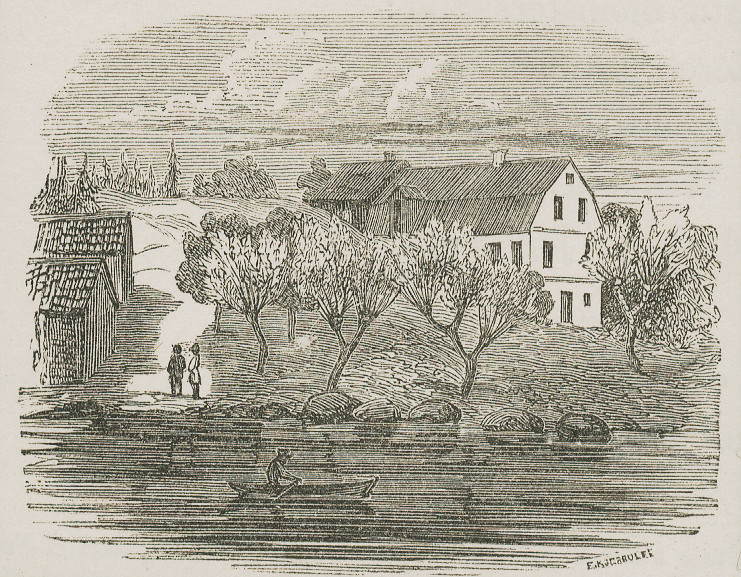
Ekensbergs värdshus på 1800-talet. Samtida träsnitt av okänd konstnär. Stockholms stadsmuseet

- Järva krog (Uppsalavägen / Enköpingsvägen)
- Klubbensborg (Mälaren)
- Lilla Essingens värdshus (Mälaren)
- Lilla Nyckelviken (Saltsjön)
- Lidingöbro värdshus (Saltsjön)
- Länna gästgivargård (Dalarövägen)
- Norrbacka värdshus (Uppsalavägen)
- Pettersberg (Mälaren)
- Råstock (Mälaren)
- Snickarkrogen (Södertäljevägen)
- Stallmästargården (Uppsalavägen)
- Stora Essingens värdshus (Mälaren)
- Stora Gungan (Dalarövägen)
- Stora Nyckelviken (Saltsjön)
- Ålkistans värdshus (Roslagsvägen)

## Kända krogar i 1600-talets Stockholm
Enligt Stadsmuseet i Stockholm: Gamla krognamn i Faktarummets slagordsregister (urval). De angivna adresserna motsvarar dagens förhållanden.

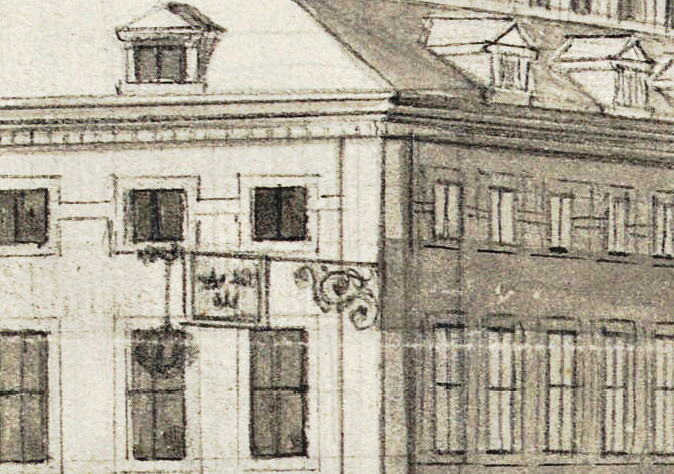
Tre Kronors skylt syns på Alardiska husets hörn. Erik Dahlberghs skiss över Järntorget och Södra Bankohuset 1691.

- Barnhuskällaren – Drottninggatan 71
- Blå Örnen – Järntorget / Järntorgsgatan
- Draken – Österlånggatan 29
- Farken – Ferkens gränd
- Fimmelstången – Kindstugatan 14
- Förgyllda Vinfatet – Västerlånggatan 4
- Förgyllta Remmaren – Österlånggatan 6
- Förgyllt Lejon – Tyska brinken / Skomakargatan
- Gripen – Järntorget 83
- Halvmånen – Ferkens gränd / Skeppsbron
- Holländska Dyn – Skottgränd 9
- Kastenhof – Gustav Adolfs torg
- Kronan – Drottninggatan / Mäster Samuelsgatan
- Kvarnhuskällaren – Slussplan
- Månen – Baggensgatan / Svartmangatan
- Noe ark – Högbergsgatan 42
- Pelikanen – Blekingegatan 40
- Remmaren – Österlånggatan 34
- Rostock – Västerlånggatan 45
- Solen – Österlånggatan / Svartmangatan
- Stjärnan – Österlånggatan 45
- Storkällaren – Stortorget 2
- Stora Kristoffer – Järntorget / Järntorgsgatan
- Svanen – Hornsgatan 2–4
- Tre Kongar – Österlånggatan / Nygränd
- Tre Kronor – Österlånggatan / Norra Bankogränd
- Tre Remmare – Regeringsgatan 47
- Tre Tunnor – Drottninggatan / Klarabergsgatan
- Verkehrte Welt – Skomakargatan 11

## Bellman och Stockholms krogar

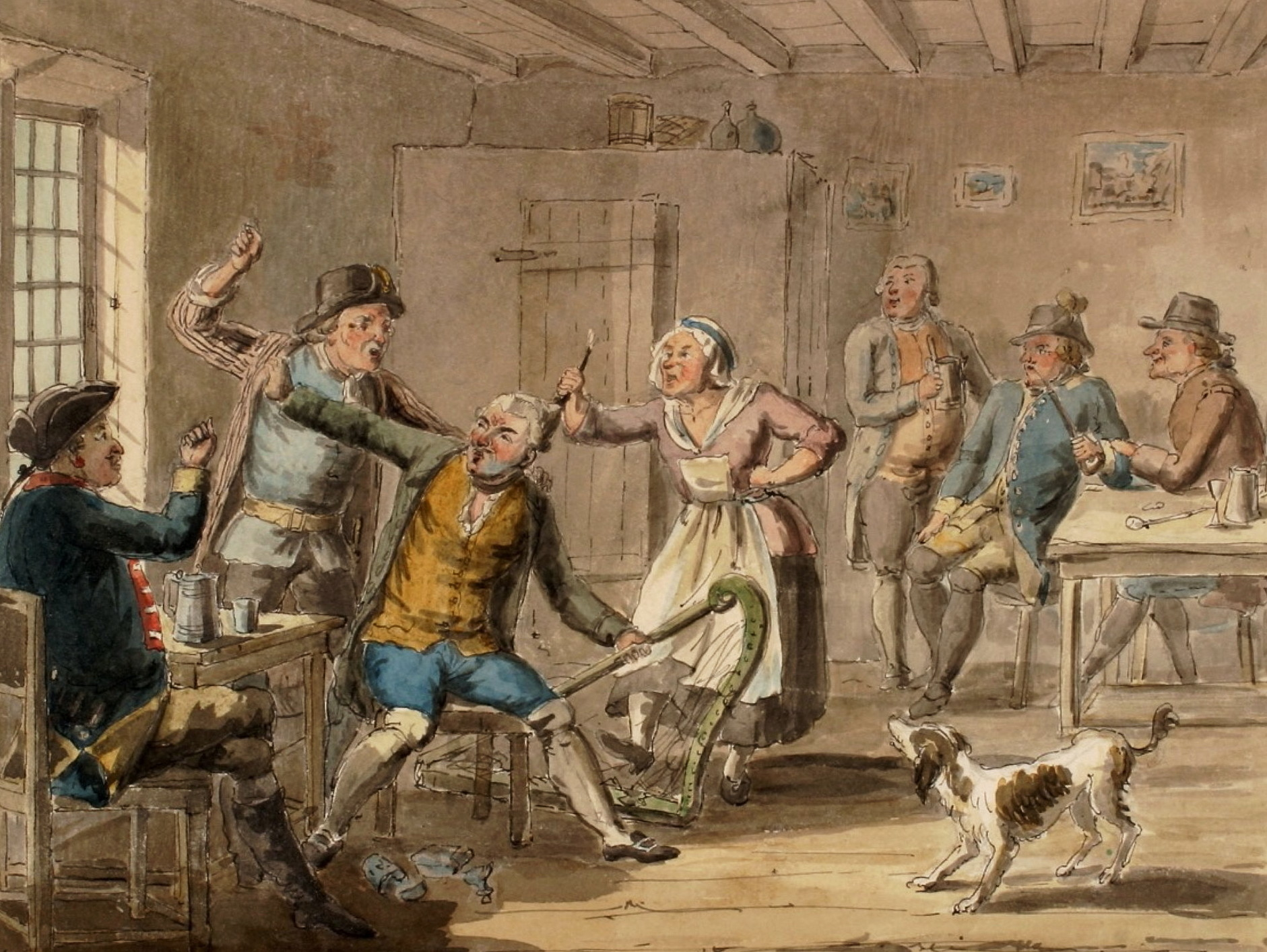
Interiör av sjökrogen Råstock. Här ser man hur Mollberg (med harpa) blir slagen.
Illustration av Elis Chiewitz från omkring 1800. Stockholms stadsmuseum

Carl Michael Bellman var en flitig besökare av stadens krogar, värdshus och vinkällare. Han rörde sig i sin diktning nästan uteslutande i Stockholmsområdet. Folk samlades runt honom på Stockholmskrogarna för att höra honom framföra satiriska skämt och gäckfyllda sånger. När han föddes (1740) fanns i Stockholm ungefär 700 krogar. I många epistlar besjöng han dem. I sina dikter omnämnde Bellman 113 krogar och värdshus i Stockholm och omgivning, av dem låg 30 i Gamla stan. I Gamla stan var det trångt och smutsigt. Speciellt Kolmätargränd hade dåligt rykte och var på 1700-talet belamrat med krogar och horhus. Skådom nu Kolmätar gränden, Smal och smutsig, full med grus; Rådstutaket syns vid änden, Sen blott krog och Jungfruhus, heter det i Fredmans epistel n:o 34.
På Västerlånggatan låg Källaren Rostock (eller Råstock) som var en av många Stockholmskrogar som besjöngs av Bellman. Enligt bland andra Björn Hasselblad (Stockholmskvarter) var det här en av Bellmans figurer, Mollberg, blev slagen för att han lade sig i Polens affärer. Fredmans epistel n:o 45 berättar om händelsen: Til Fader Mollberg rörande hans Harpa, och tillika et slags ad notitiam at Mollberg led oskyldigt på Krogen Rostock. Enligt Stockholmskällan visar dock Elis Chiewitz, som illustrerade situationen, interiören av sjökrogen Råstock som hörde till Sätra gård i södra Stockholm. I Fredmans epistlar omnämns ett trettiotal krogar. En del existerade men vissa har Bellman hittat på, till exempel Bruna Dörren, Förgyllda Bägaren, Hvita Hästen och Tre Byttor. Däremot fanns Tre Remmare. Det var här Bellman skrev om sin figur Movitz: Huruledes Movitz gav lärdomssätet på båten och slog sig ned på Tre Remmare i "Skrubben Nr. 4" (Fredmans epistel n:o 28).
I bostadsområdet Ekensberg, strax över sundet från Stora Essingen, ligger fortfarande Ekensbergs värdshus. I Fredmans epistel no. 48, "Solen glimmar", hälsas det gamla värdshuset och dess kägelbana: 
Morgon supen, Movitz, går; Ljuvligt böljan svallar; Ser du Ekensberg? Gutår! Hör hur folket trallar; Där framsätter en sin fot.
Klotet käglorna slår mot, Uti bergen skallar?

## Bierstuben
Kring sekelskiftet 1900 började det bli högsta mode att gå på ”Bierstube” (ölstuga). Att servera öl ”på tysk vis”, alltså i ölhallar eller ölstugor och tillsammans med korvar som tilltugg, introducerades på Stockholmsutställningen 1897. När utställningen var slut ”växte ölstugurna upp som svampar” rapporterade Svenska Dagbladet i sin utgåva av den 11 december 1899. Vid den tiden fanns flera tyskinspirerade ölstugor, bland dem:
- Antons Bierstube, Jacobsgatan 19
- Humlan, Drottninggatan 41

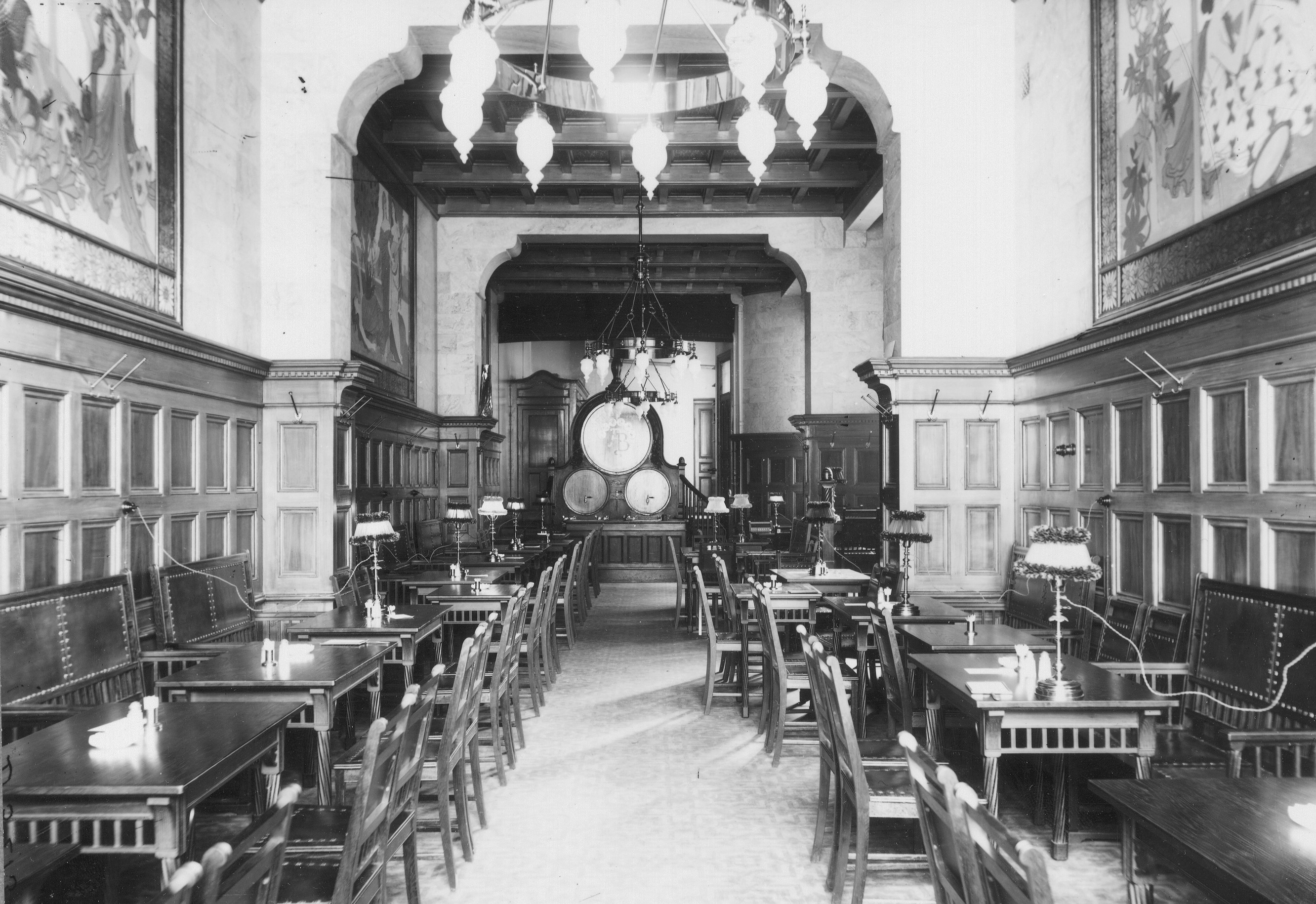
Bierstube "Malta" omkring 1900, sedermera fiskrestaurangen Sturehof.

- Kahns Bierstube, Karduansmakargatan 4
- Malta, Stureplan 2
- Sturehofs Bierhalle, Stureplan 4
- Zur Himmelsleiter, Jacobsgatan 18
- Zum Heidelberg, Storkyrkobrinken 9
- Zum Klosterbräu, Karduansmakargatan 7
- Zum Franziskaner, Skeppsbron 44
- Zum Löwenbräu, Sturegatan 3

Zum Löwenbräu existerade fram till 1906 men har inget gemensamt med nuvarande Restaurant Löwenbräu som etablerades 1910 på Jacobsgatan 20 (sedan 1970 vid Fridhemsplan 29). Malta vid Stureplan ändrade 1905 namn till Sturehof och fick ny inriktning som fisk- och skaldjursrestaurang. Zum Heidelberg vid Storkyrkobrinken 9 övertogs 1922 av den fransk-belgiske kocken Jules Cattelin som omvandlade ölstugan till den franskinspirerade restaurangen Cattelin (stängd 2011). Av Stockholms gamla tiders ölstugor från före 1900 existerar  i dag bara Zum Franziskaner som öppnade den 23 december 1889 på sin nuvarande adress.

## Kvarvarande historiska krogar och restauranger (urval)
I alfabetisk ordning:

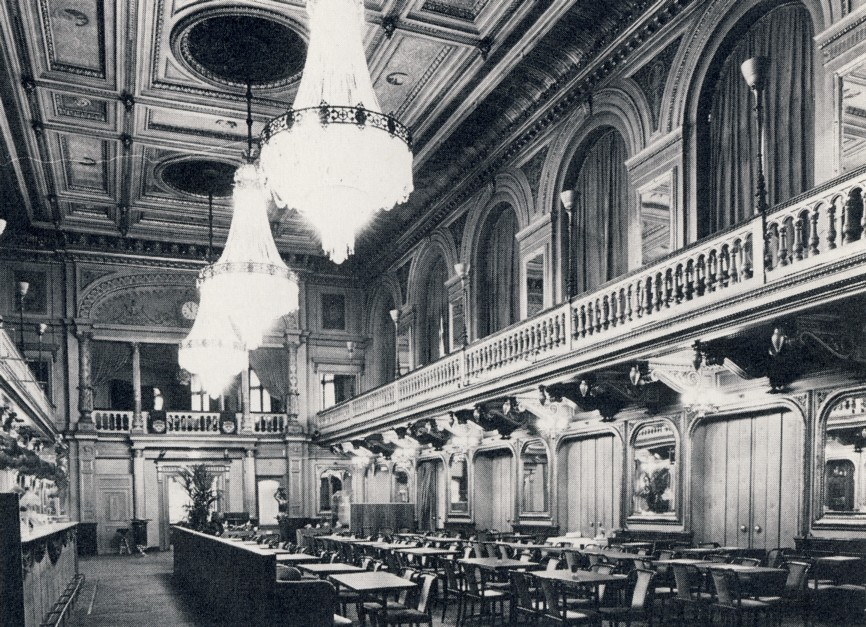
Berns salonger 1880.

- Berns salonger, ett ”förlustelseställe” vid Berzelii park i centrala Stockholm, inrättades av konditorn Heinrich Robert Berns och invigdes 1 augusti 1863. Byggnaden utvidgades 1886 av hans son, som då var innehavare, med ytterligare en salong, vinkelställd mot den ursprungliga och samtidigt bytte man namn från Berns Salong till Berns Salonger. I salongerna bedrevs ett schweizeri och varje kväll framfördes musik. I modern tid uppträdde bland andra Josephine Baker, Liza Minnelli, Frank Sinatra, Marlene Dietrich och Louis Armstrong. Även många svenska underhållare som Karl Gerhard, Hasse och Tage, Helt Apropå och Joe Labero har roat sin publik på Berns salonger. Sedan våren 2011 är Berns en del av Stureplansgruppen.[38]

- Clas på Hörnet på Surbrunnsgatan 20 i Vasastan har anor från 1700-talet och ligger fortfarande på samma plats. Stället blev dock på 1800-talet sjukhus för kolerasjuka. År 1877 övertogs byggnaden av Stockholms stad, för att under 1900-talet huvudsakligen användas för privatbostäder. Först 1984 öppnades åter en restaurang med det ursprungliga namnet.[39]

- Den gröne Jägaren låg på 1690-talet vid Sankt Paulsgatan intill Van der Nootska palatset. Gröne Jägaren existerade som värdshus till långt in på 1800-talet.[40] Sedan 1970-talet ligger en restaurang med samma namn i bottenvåningen av Hellgrenska palatset vid Götgatan 64 på Södermalm.

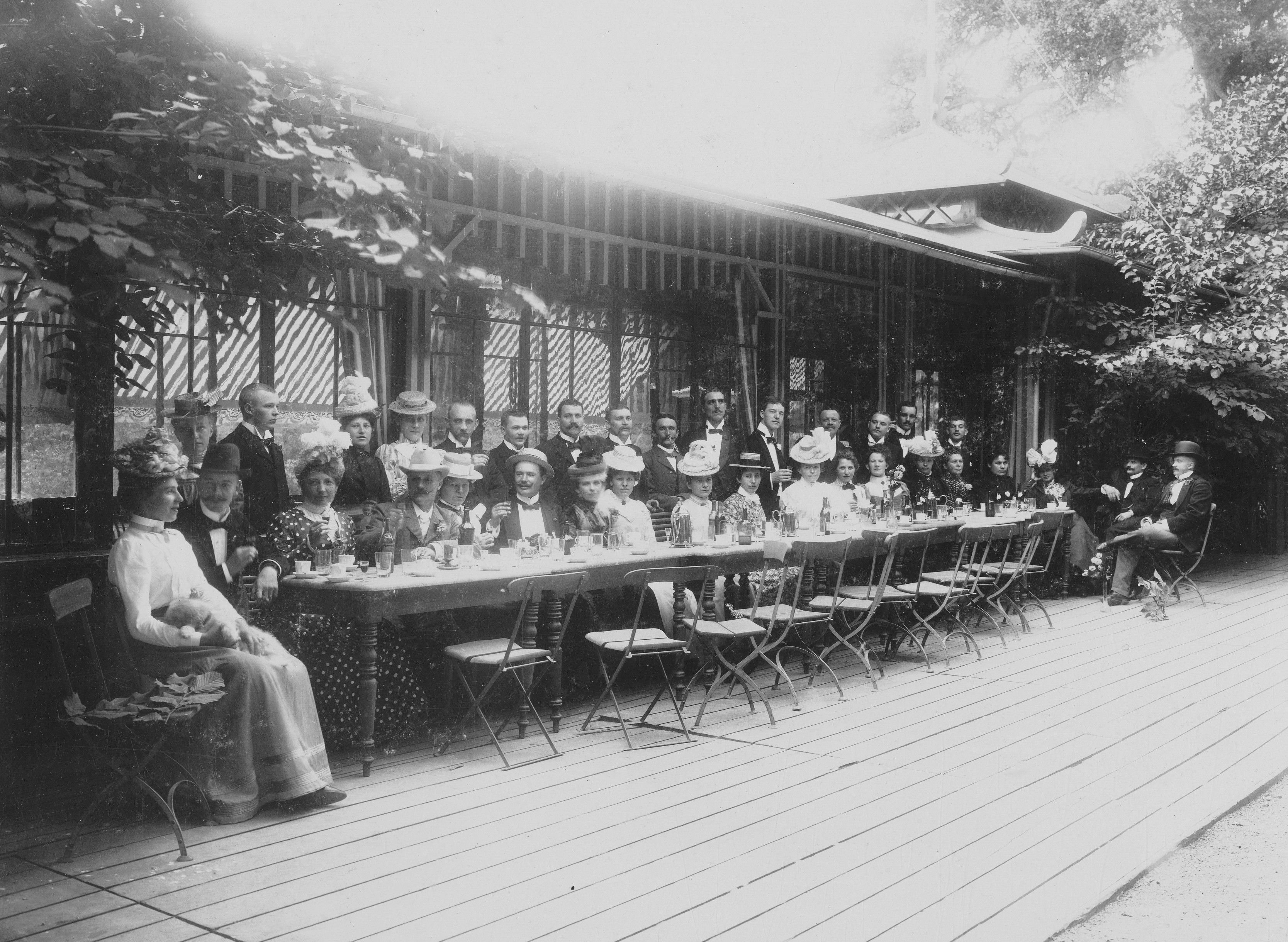
Djurgårdsbrunns värdshus, 1900.

- Den gyldene freden öppnade år 1572 och fanns då på Stora Nygatan 2, där Ryningska palatset nu ligger. Till sin nuvarande plats flyttade ”Freden” 1722 och kan därmed vara världens äldsta kontinuerligt existerande stadskrog på samma ställe.[41][42] År 1895 var det nära att "Freden" bytte namn till "Remmaren". År 1919 förvärvades stället av konstnären Anders Zorn som lät rusta upp och bygga om Freden och testamenterade den till Svenska akademin som äger den än  i dag.[43]

- Djurgårdsbrunns värdshus, beläget vid Djurgårdsbrunnsvägen 68 på Södra Djurgården, har anor från 1742 då byggnaderna för Djurgårdsbrunn uppfördes. Den ursprungliga byggnaden brann ner år 1988 och numera återstår bara en mindre del (nuvarande Djurgårdsbrunns restaurang) som tidigare var en tillbyggnad till 1700-talets värdshus.[44]

- Hasselbacken vid Hazeliusbacken 20 på Södra Djurgården omtalas för första gången 1748. Vid denna tid låg öl- och våffelstugan Dunderhyddan i slänten nedanför dagens restaurang. Sedan 1760-talet är namnet Hasselbackskrogen känt. År 1852 köptes stället av konditor Wilhelm Davidson, vilket blev inledningen på Hasselbackens glansperiod. Davidson uppförde en ny huvudbyggnad enligt Johan Fredrik Åboms ritningar och återtog det gamla namnet. År 1853 kunde Restaurang Hasselbacken slå upp portarna. Byggnaden har brunnit ner sju gånger, senast 1923, men återuppbyggts varje gång.[45]

- Restaurant Löwenbräu började sin verksamhet 1910 som Bierstube i tysk stil vid Jacobsgatan 20. Verksamheten bedrevs på två våningar; restauranglokalerna låg i bottenvåningen och köket en trappa upp. Löwis serverade tysk och svensk husmanskost till ölen. Till stamgästerna hörde journalister från de närbelägna tidningsredaktionerna i Klarakvarteren. År 1969 stängde Löwenbräu och kvarteret revs i samband med Norrmalmsregleringen. Löwenbräu flyttade därefter sin verksamhet till Fridhemsplan 29, där man åter öppnade 1970.[46]

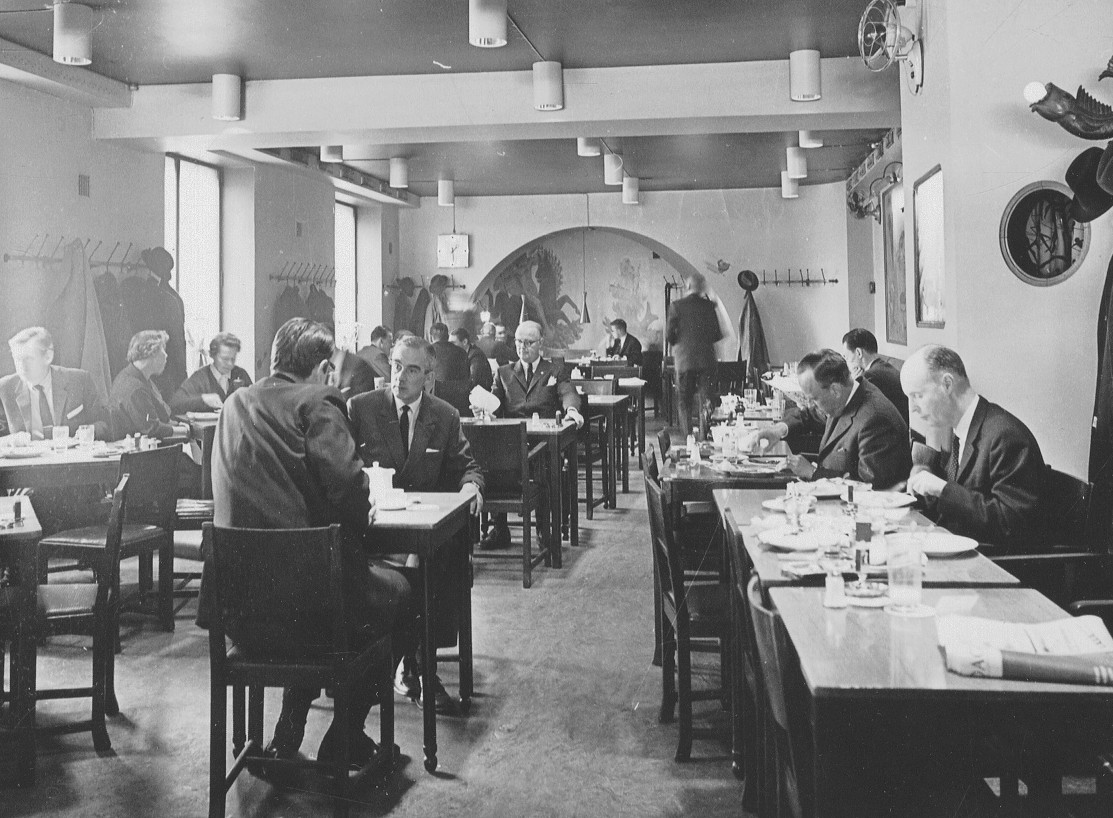
Sturehofs interiör 1967.

- Operakällaren öppnade sina portar år 1787 i det Gustavianska operahuset, uppkallat efter byggherren Gustav III. Gamla operahuset revs 1891 och den nya Operakällaren invigdes i Kungliga Operan den 4 april 1895 där den ligger sedan dess.

- Pelikan omnämndes första gången på 1600-talet som Pehlekahn. Restaurangen skall på 1600-talet ha haft flera adresser i Gamla Stan, bland annat i Drakens gränd och vid Österlånggatan. År 1720 flyttade krogen "Pehlekahn" till Svartmangatan. I tretton år blev krogen kvar där och 1733 flyttade den till Bryggareämbetets hus vid Brunnsbacken 4 på Södermalm. År 1755 omnämns stället som ”spisning och rum för resande hos värdshusvärden Bleumortier”. Brunnsbacken försvann i början av 1930-talet för att bereda plats för nya trafikplatsen Slussen. På sin nuvarande adress, Blekingegatan 40, ligger Pelikanen sedan 1969. Mellan 1931 och 1969 hette den dock Port Arthur, av stamgäster kallad Pottan.[47]

- Restaurang Prinsen vid Mäster Samuelsgatan 4 på Norrmalm öppnade som ölstuga under namnet Café du Prince år 1897 och finns fortfarande kvar på samma plats. Prinsen hör därmed till en av Stockholms äldsta innerstadskrogar som bedriver sin verksamhet i obruten följd på oförändrad adress. Stället drevs av bland andra teater- och filmmannen Anders Sandrew och krögaren Peder Bornebusch som här introducerade maträtten plankstek i Sverige.[48]

- Riche vid Birger Jarlsgatan 4 på Östermalm har funnits på denna adress sedan 1893 och hör därmed till en av Stockholms äldsta innerstadsrestauranger med obruten verksamhet på samma plats. På 1950- och 1960-talen satte ägaren Tore Wretman och hovmästaren Hans Bratt sin prägel på verksamheten.[49]

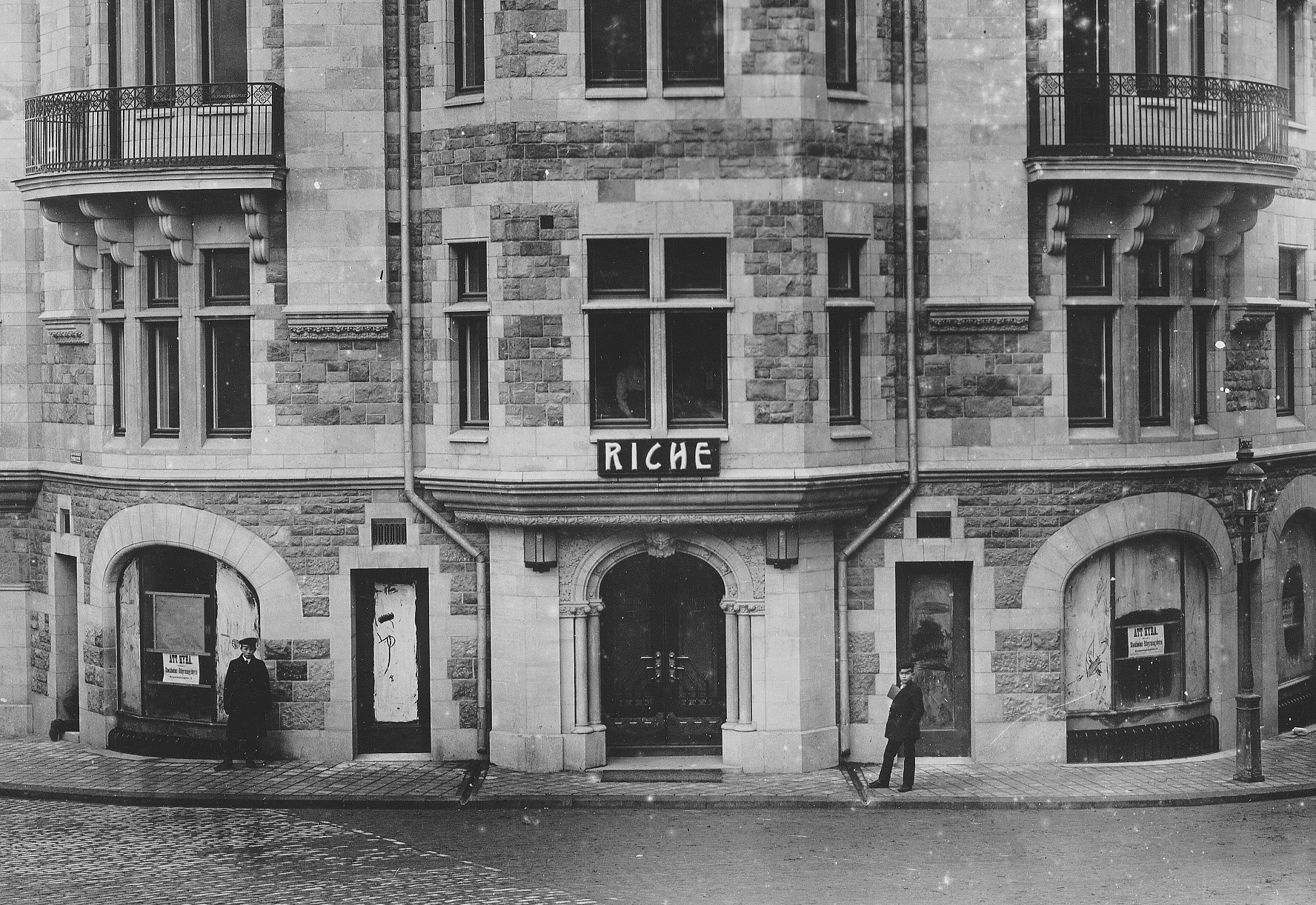
Entrén till Riche 1912.

- Stallmästaregården, även kallad ”Stallis”, vid Brunnsvikens södra strand räknas till Stockholmstraktens äldsta kvarvarande utvärdshus med samma funktion sedan 1600-talets mitt. Gården har bevarat sin typiska 1700-talskaraktär trots många förändringar. Invändigt finns de ursprungliga tak- och väggmålningarna från byggnadstiden kring 1735 kvar. Här står även det lilla åttkantiga 1600-talslusthuset, och två lindar återstår av de ursprungligen fyra planterade. Arrangemanget kallas Drottning Kristinas lövsal.[50]

- Källaren Stralsund vid Skottgränd 9 i Gamla Stan öppnades 1502 av Mattis Ryaner som här drev härbärge och stadens första offentliga krog. Stället blev även känt under namnen Engelsmannen, Holländske Dyhn och Hôtel du Petersburg. Efter en tid som sillsalteri och lutfiskförvaringsplats, öppnade Stralsund på 1940-talet åter på sin gamla adress och räknas  i dag som Stockholms äldsta kända krog och värdshus med dokumenterat serveringstillstånd.[51]

- Sturehof öppnades 1897 vid Stureplan 6 av Stora Bryggeriet under namnet Malta, då som Bierstube i tysk stil. Under krögaren Ernst Marcus, som tog över verksamheten 1910, utvecklades Sturehof till en av Sveriges främsta fisk- och skaldjursrestauranger. Till prominenta gäster räknades bland andra Ingmar Bergman och Harriet Andersson samt Ingrid Bergman som älskade Sturehofs sotare. Dag Hammarskjöld hade eget bord. Kar de Mumma inspirerades av familjen Marcus restaurang och kallade Stureplan i en krönika för Marcusplatsen.[52] I maj 2013 besöktes Sturehof av Bill Clinton som hade sällskap av Margot Wallström.[53]

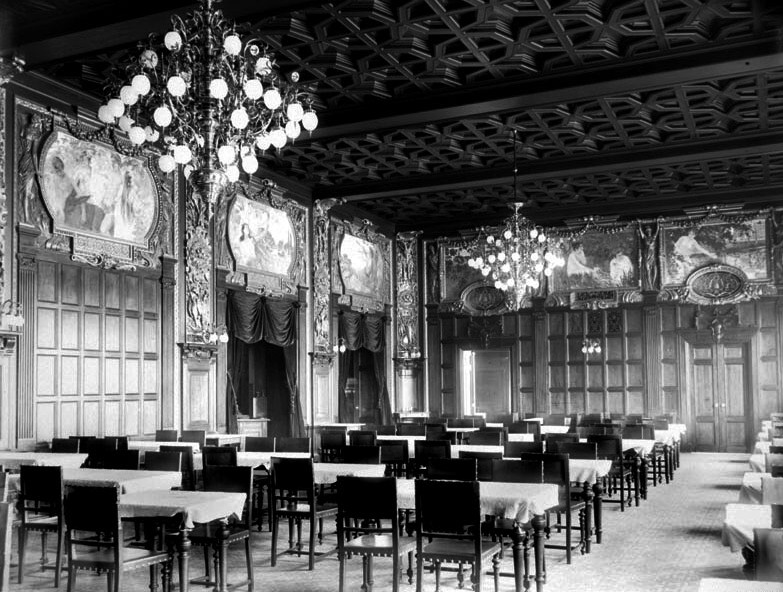
Operakällarens matsal 1885.

- Tennstopet öppnade 1867 på Fredsgatan 9 i kvarteret Rosenbad. När stället övertogs av tenngravören och ingenjören Bror Axel Santesson fick rörelsen smeknamnet Tennstopet som sedermera blev officiellt. Efter några flyttar ligger Tennstopet sedan 1965 på sin nuvarande adress vid Dalagatan 50 i Vasastaden.[54]

- Ulriksdals Wärdshus vid Ulriksdals slott låg på 1600-talet i teaterbyggnaden Confidencen och från 1740-talet fram till 1856 i en separat träbyggnad, dagens villa Ottilielund. Den nuvarande värdshusbyggnaden uppfördes 1868 på initiativ av Karl XV och var främst avsedd för "Håfbetjänade och gårdsfolk". Värdshusrörelsen på Ulriksdal tillhör de äldsta arrendena inom slottsområdet.[55]

- Villa Källhagen intill Djurgårdsbrunnsviken vid Djurgårdsbrunnsvägen 10 på Djurgården har rötter tillbaka till 1700-talet. Redan i början av 1700-talet, troligen ännu tidigare, fanns här en landsvägskrog kallad Röda stugan med gården Hesslingeberg. År 1806 arrenderades stället av löjtnant Anders Chytraeus och 1810 öppnade han ett värdshus vars namn uppkallades efter lägenheten Källhagen. Dagens Villa Källhagen härrör från 1980-talet. Röda stugan finns kvar och ingår i verksamheten.[56]

- Zum Franziskaner vid Skeppsbron 44 öppnades av fru Augusta Engelbrecht den 23 december 1889 på Skeppsbron där den fortfarande ligger.[57] Tidigare har förekommit uppgifter om att den skulle ha grundats 1421 i samband med att kung Erik av Pommern tillät franciskanermunkarna att ta betalt för mat och dryck, men nuvarande ägare har inte funnit stöd för det. Däremot har det onekligen funnits kontinuitet med samma namn och samma plats sedan 1889.

Nutida bilder, interiörer
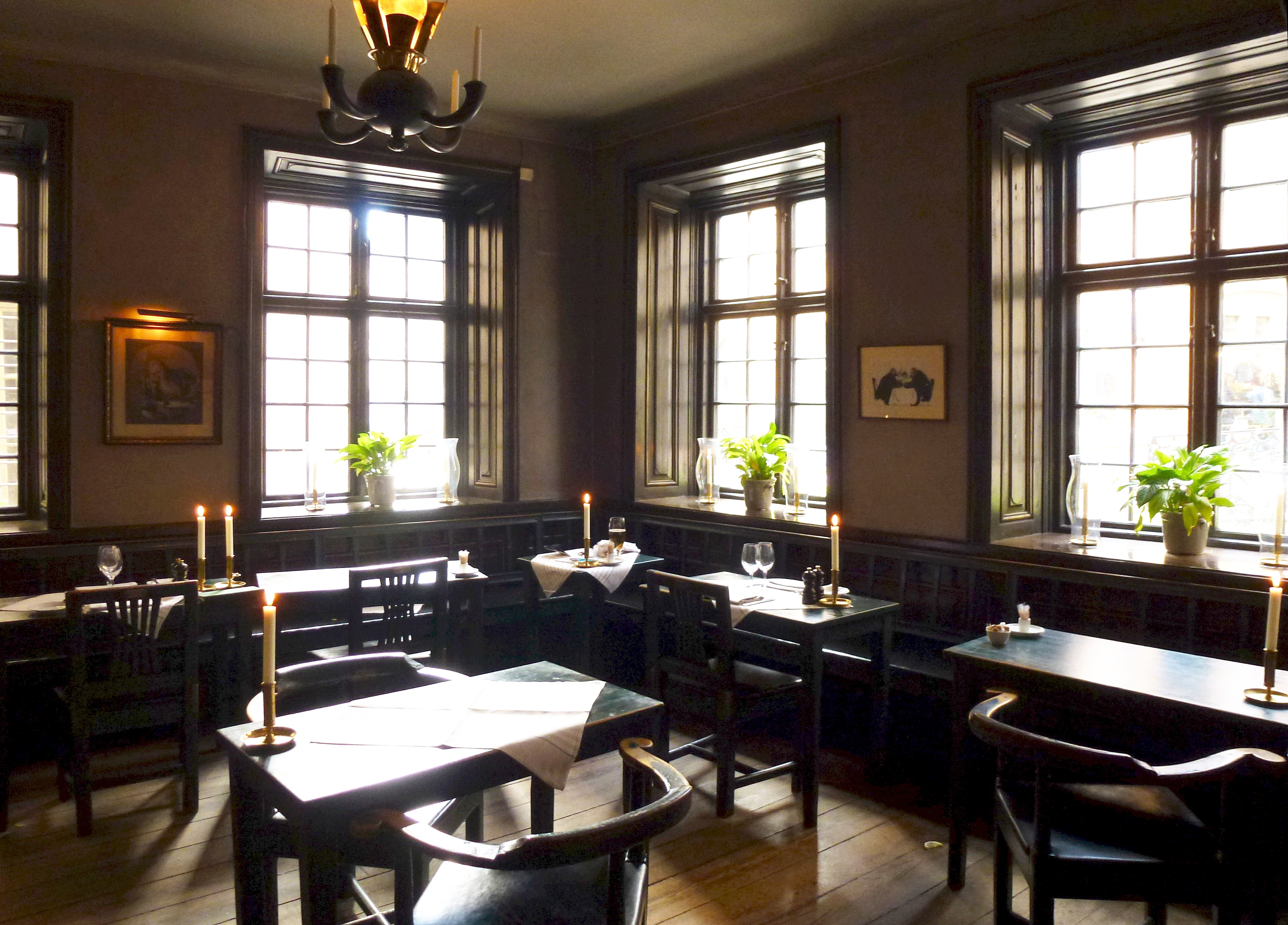
Den gyldene freden.
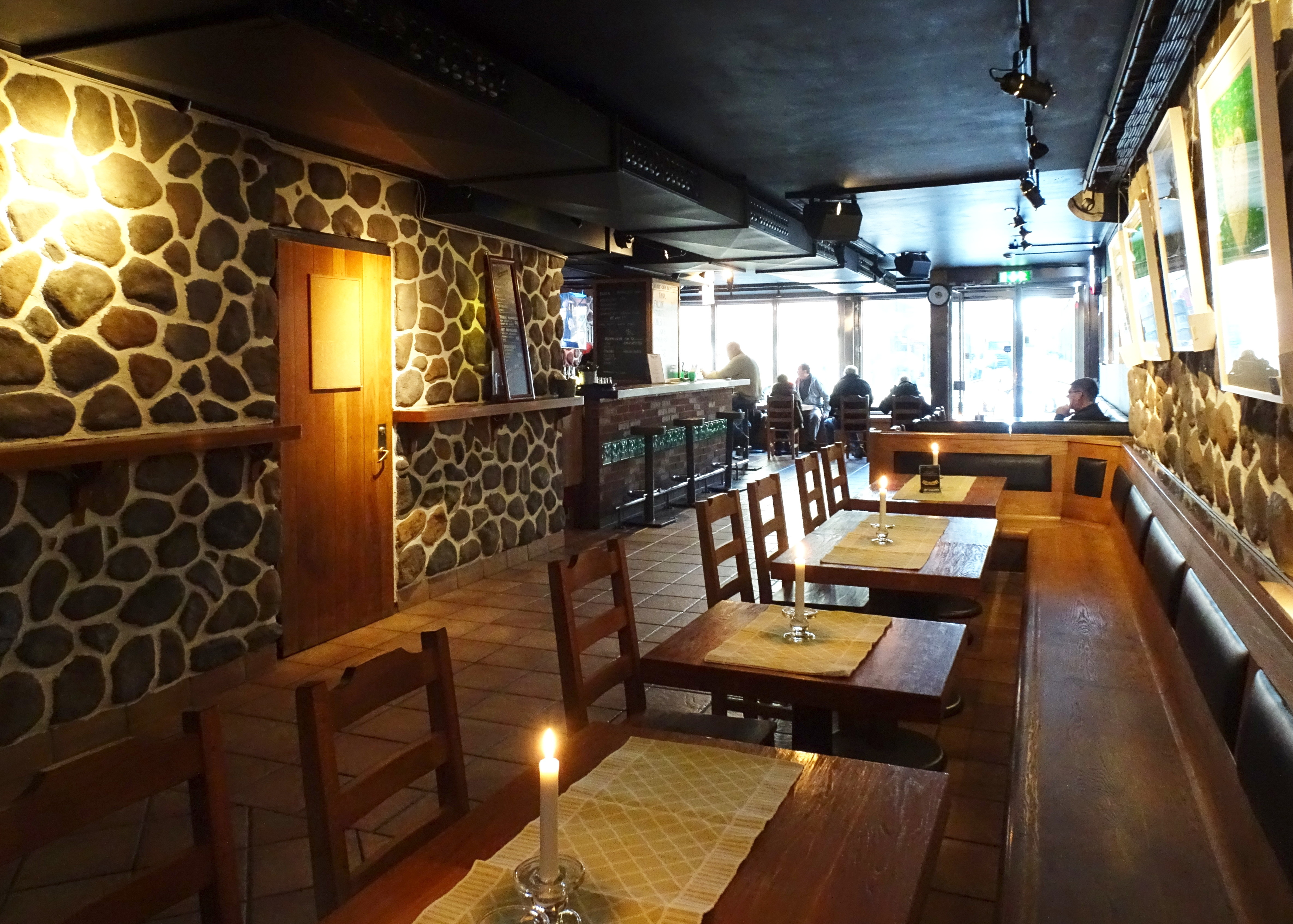
Den gröne Jägaren.
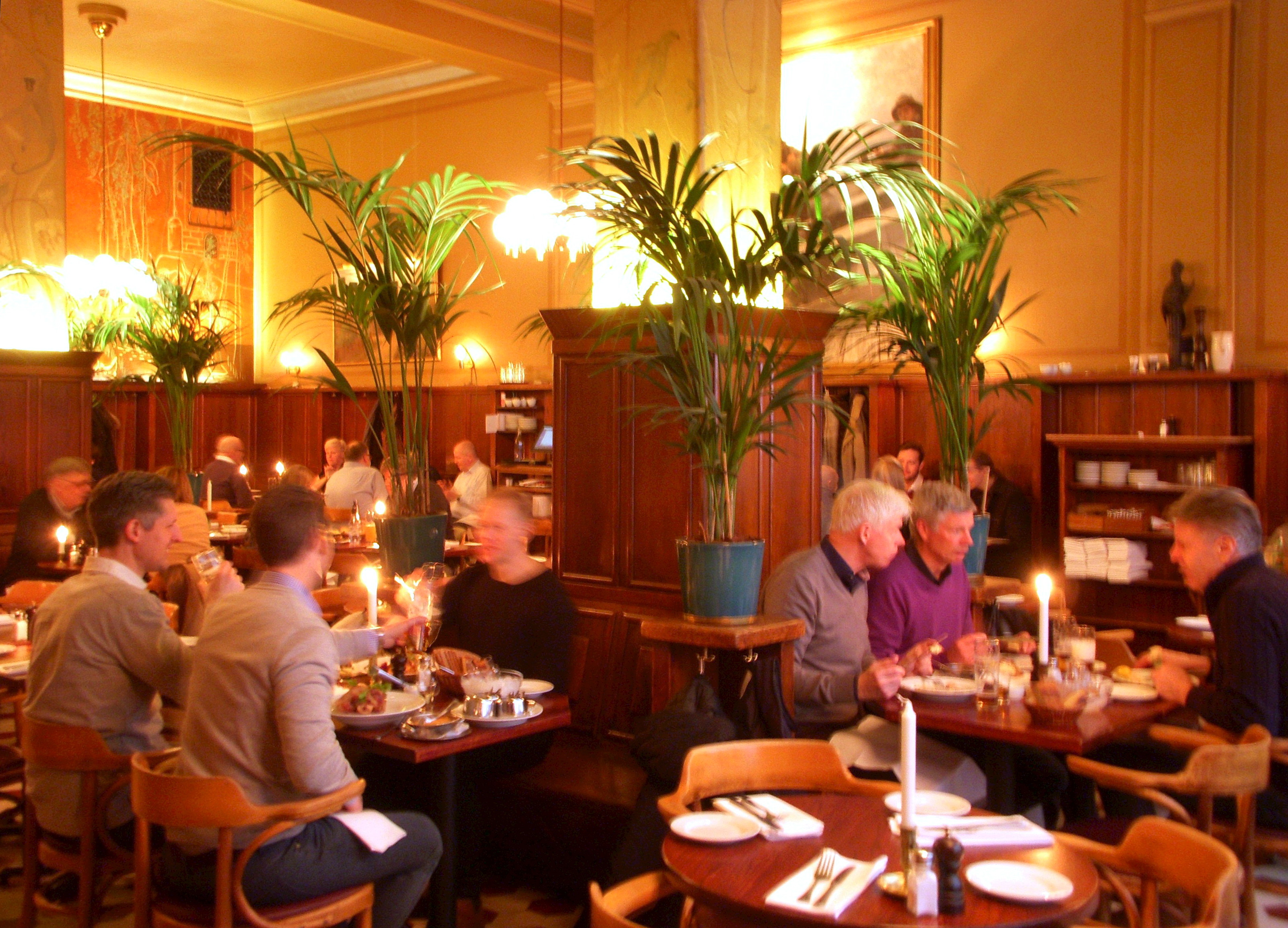
Restaurang Pelikan.
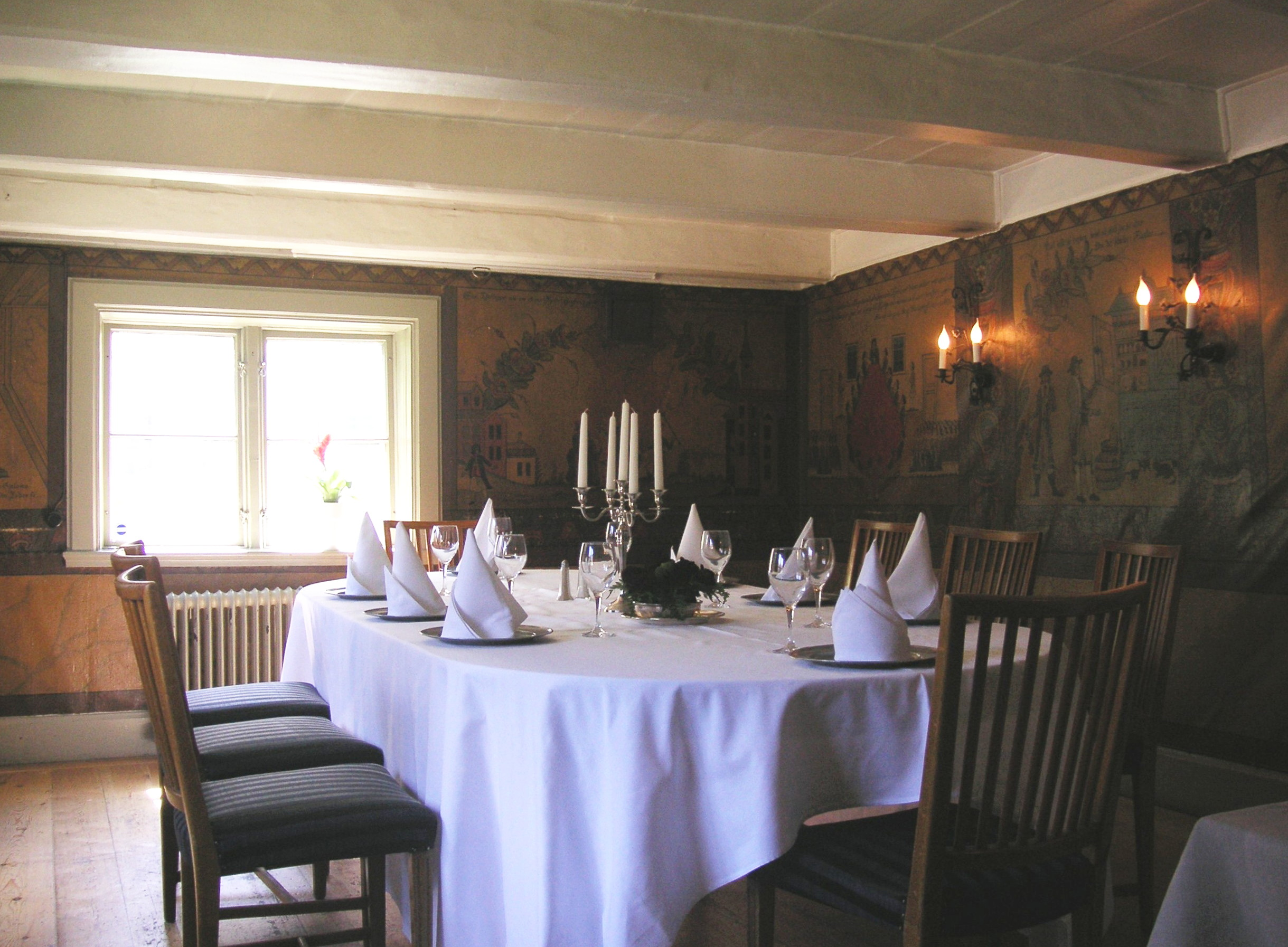
Stallmästaregården.

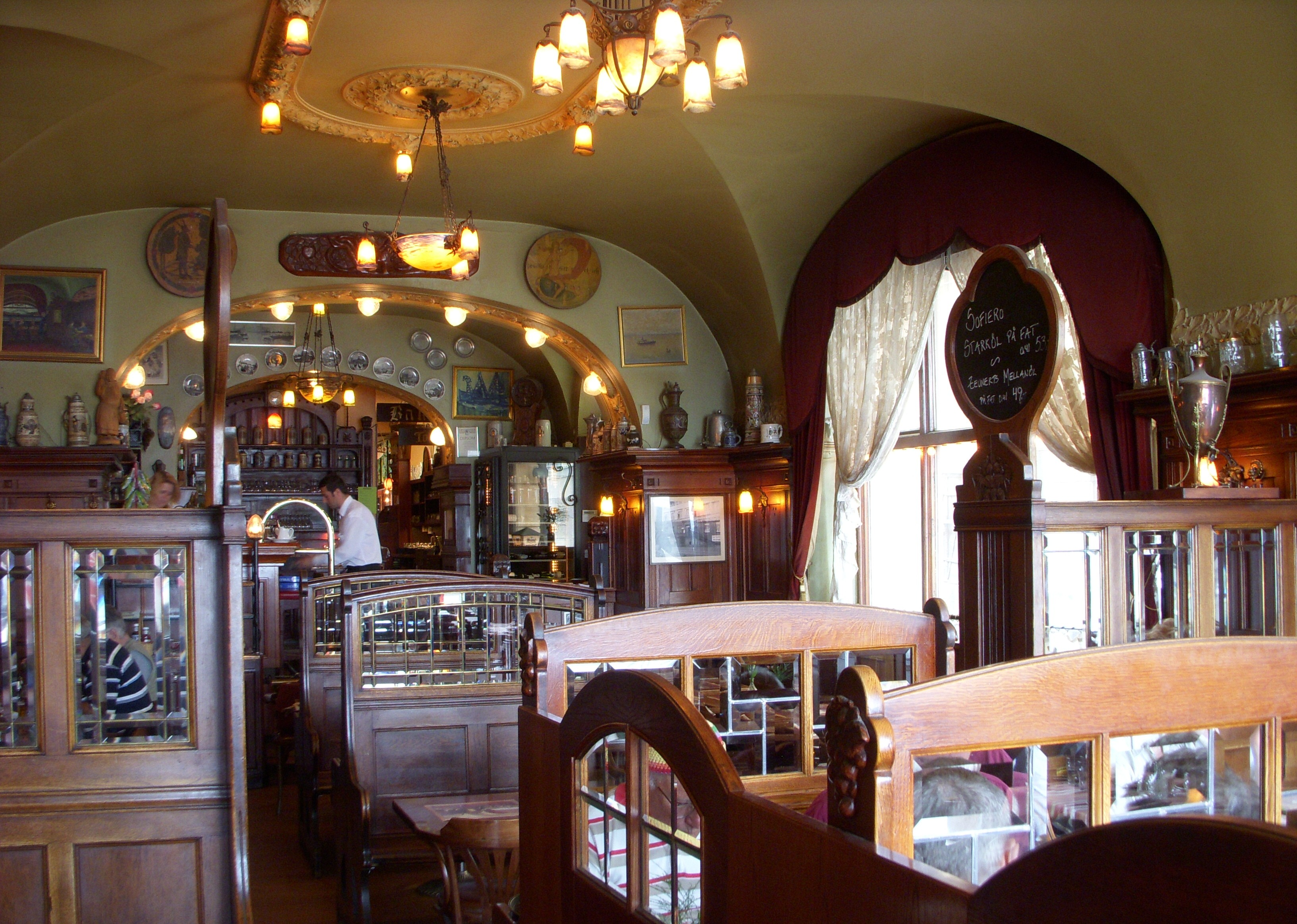
Zum Franziskaner.
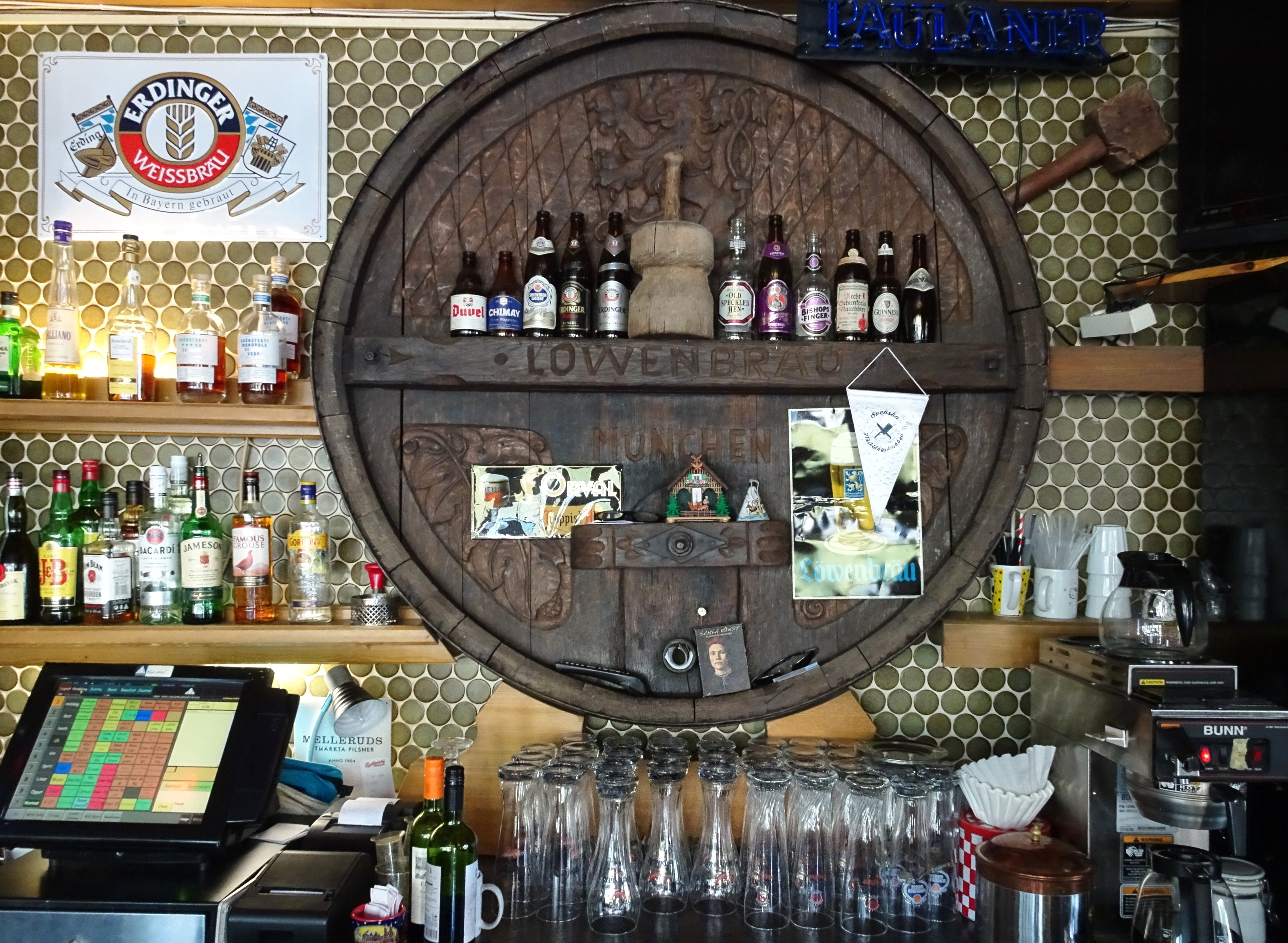
Restaurant Löwenbräu.
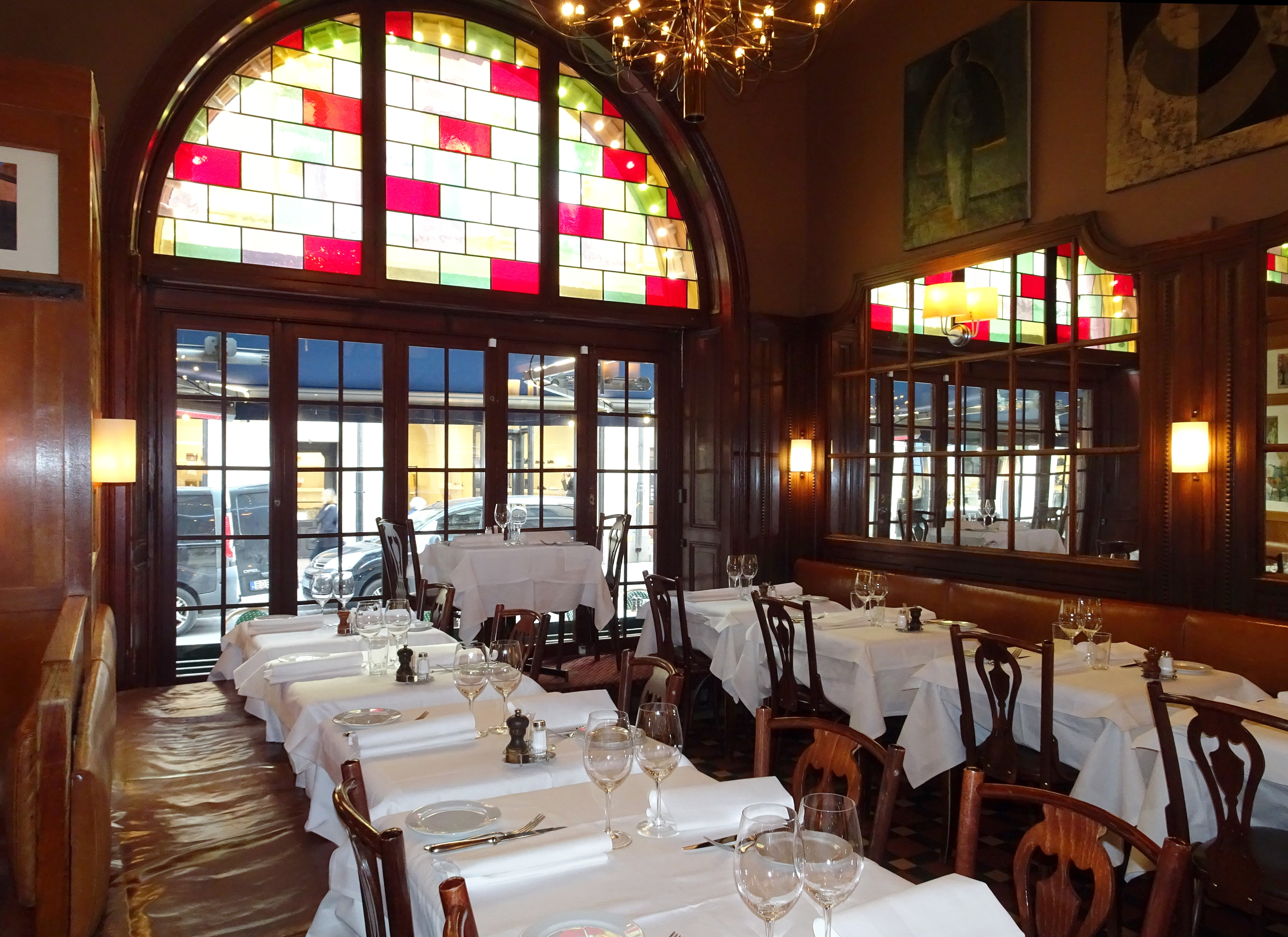
Restaurang Prinsen.
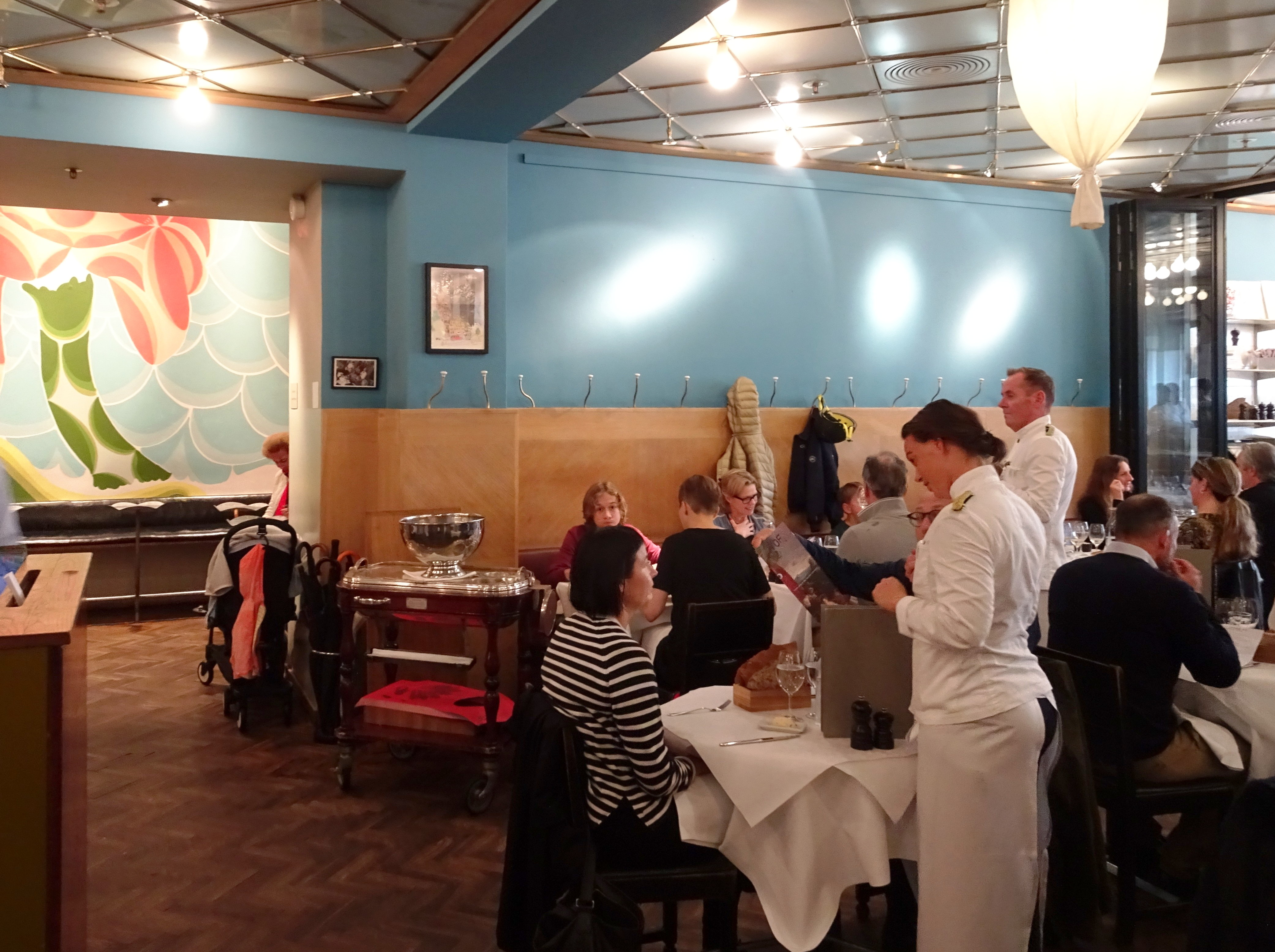
Restaurang Sturehof.

## Ej längre existerande historiska krogar och restauranger (urval)
I alfabetisk ordning:

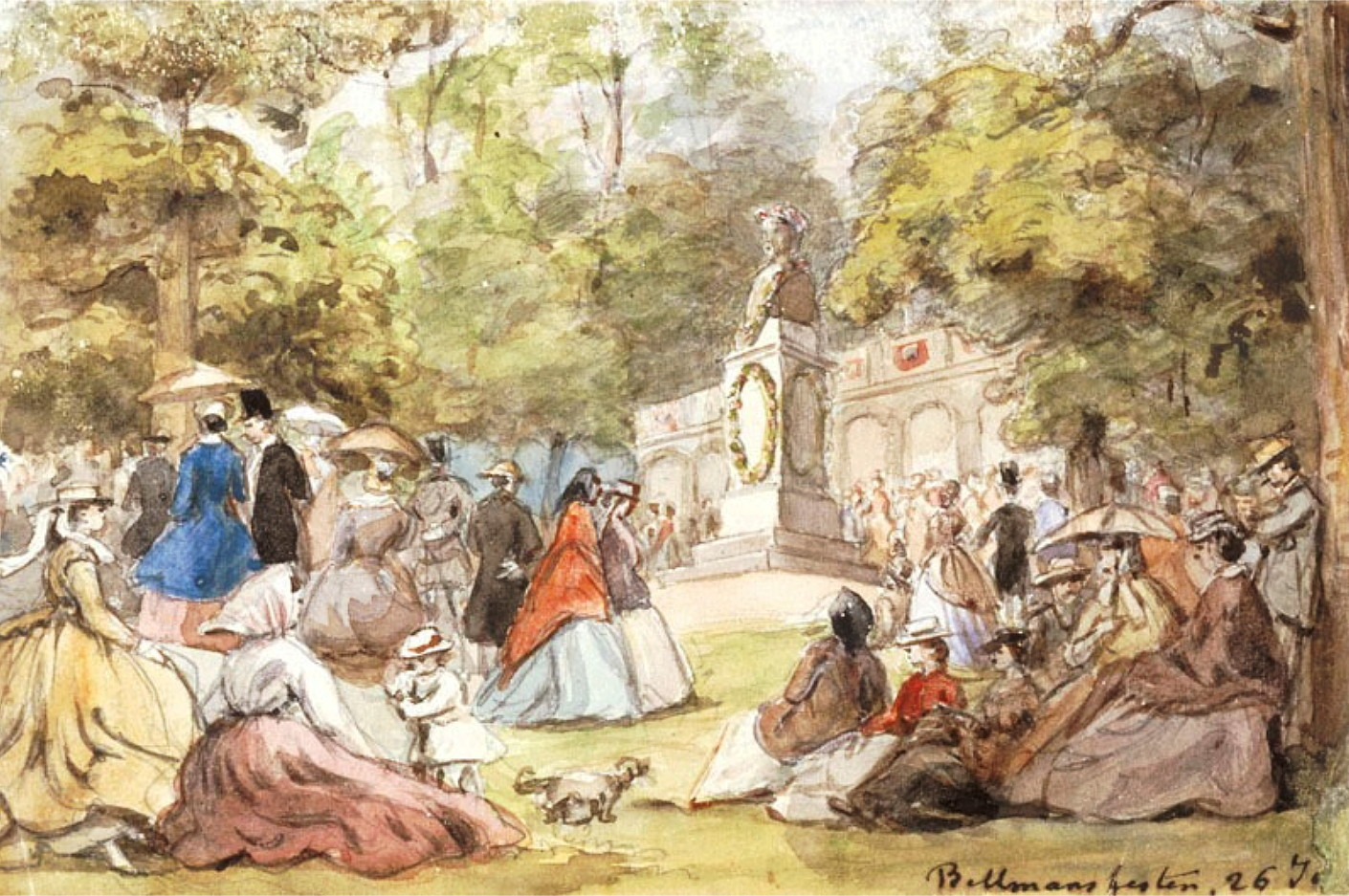
Bellmansro på Djurgården, 1800-tal. Akvarell av Fritz von Dardel. Stockholms stadsmuseum.

- Alhambra var en teater, varietélokal och restaurang vid Djurgårdsslätten på Djurgården. Byggnaden ritades av arkitekten Johan Erik Söderlund och invigdes 1868. Men redan innan dess fanns här en välkänd restaurang vid namn Pohlsro som öppnades av en tysk konditor på 1820-talet. Alhambra fick sitt namn efter palatset Alhambra i den andalusiska staden Granada. Alhambra brann vid flera tillfällen, senast i början av 1920-talet då den återuppfördes i ny form. Den nya Alhambra drevs som restaurang av Sara-bolaget och lades ner under slutet av 1970-talet. Sedan 1992 har Skansen sin försäljning av souvenirer i byggnaden.[58]

- Bellmansro på Djurgården öppnades år 1828 av hovkonditorn S.D. Carlmark som Carlmarks schweizeri. Rörelsen övertogs så småningom av konditorn Sundberg som förvandlade det lilla konditoriet till ett utvärdshus under namnet Bellmansro. Sin sista glansperiod fick restaurangen i krögaren och konstmecenaten Sten Hellbergs regi. Han förvärvade stället 1936 och förvandlade det till lyxrestaurang med dyrbar inredning och plats för 500 personer inomhus och 2 000 personer med uteserveringen inräknad. Bellmansro hörde då till Hellmans restaurangimperium som även omfattade Brända tomten och Bäckahästen. Stället brann ner 1955.[59]

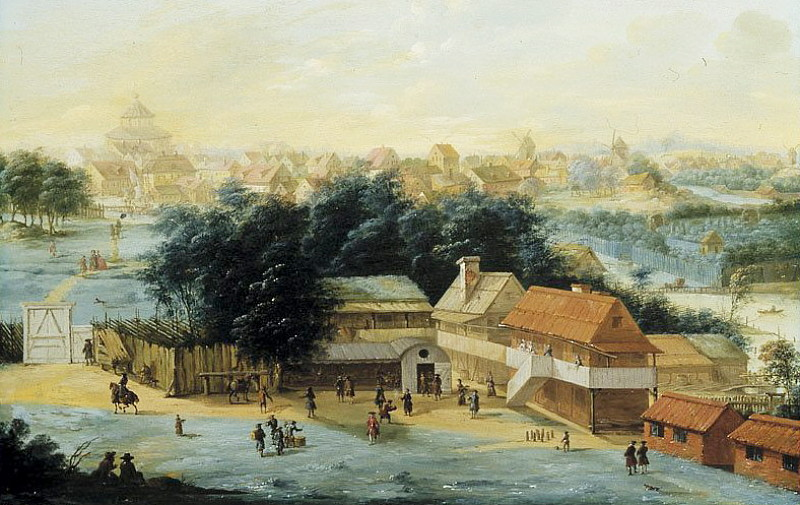
Värdshuset Blå porten som det såg ut i början av 1700-talet. Teckning av den nederländske konstnären Jan Griffier.

- Värdshuset Blå porten fanns under nästan 200 år på Södra Djurgården. Värdshuset omnämns redan 1692 och kallades då ”Lusthusporten”. Namnet härrör förmodligen från ett av drottning Kristinas många lusthus, som fanns i trakten av Lejonslätten. Här låg även en av entréerna till södra Djurgårdens jaktmarker, en blåmålad portal som gav värdshuset sitt namn. Sin storhetstid hade Blå porten efter 1806, då traktören Petter Klingberg blev ägare till stället. Efter Klingberg drevs Blå porten av olika ägare fram till den 29 april 1869 då en våldsam eldsvåda förstörde hela anläggningen. På dess plats uppfördes senare Villa Lusthusporten.[56]

- Blå Örn låg vid hörnet av Järntorget och Järntorgsgatan och existerade från 1605 till 1700-talets början. Blå Örn var ett av stadens sex "officiella värdshus" som enligt en kunglig förordning från 1605 fick ta hand om hovets utländska gäster och främmande sändebud. Rörelsen drevs till en början av handelsmannen Didrik Bökman (1548–1609) och fortsatte att drivas efter hans död av först änkan Emerentia (född Volgers) och sedan dottern Beata och hennes man Mårten Wewitzer (adlad Rosenstierna). På Erik Dahlberghs illustration över Järntorget och Södra Bankohuset från 1691 syns Blå Örns krogskylt på husets hörn. Då drevs Blå Örn av vinskänken Olof Rönling som också hade sin bostad i huset.[60]

- Källaren Draken (även känd som Förgylda Draken och Sveriges Vapen) låg i kvarteret Apollo vid hörnet av Österlånggatan 29 och Drakens gränd 7 i Gamla stan. Stället gav Drakens gränd sitt namn och blev känt även under namnen Förgylda Draken och Sveriges Vapen. Hit kom också Carl von Linné; på hans tid byttes namnet till Lars på hörnet efter innehavaren Lars Beckström. Under sex veckor på vintern 1782 bodde här den blivande amerikanske presidenten John Quincy Adams som var på genomresa från Sankt Petersburg till Haag.[61]

- Källaren Drufvan har funnits på flera olika adresser på Södermalm. Drufvan eller Förgyllda Druvan var ett vanligt krognamn i Stockholm och känt sedan 1700-talet, bland annat från Västerlånggatan, Skräddargränd, Riddarhustorget och Artillerigatan. År 1867 låg Drufvan i hörnet av Götgatan och Bondegatan och därefter i en egen byggnad vid Götgatan 55 (nuvarande 67). Den sista adressen var i källarvåningen i Lillienhoffska palatset där restaurangen stängde 1975.[62]

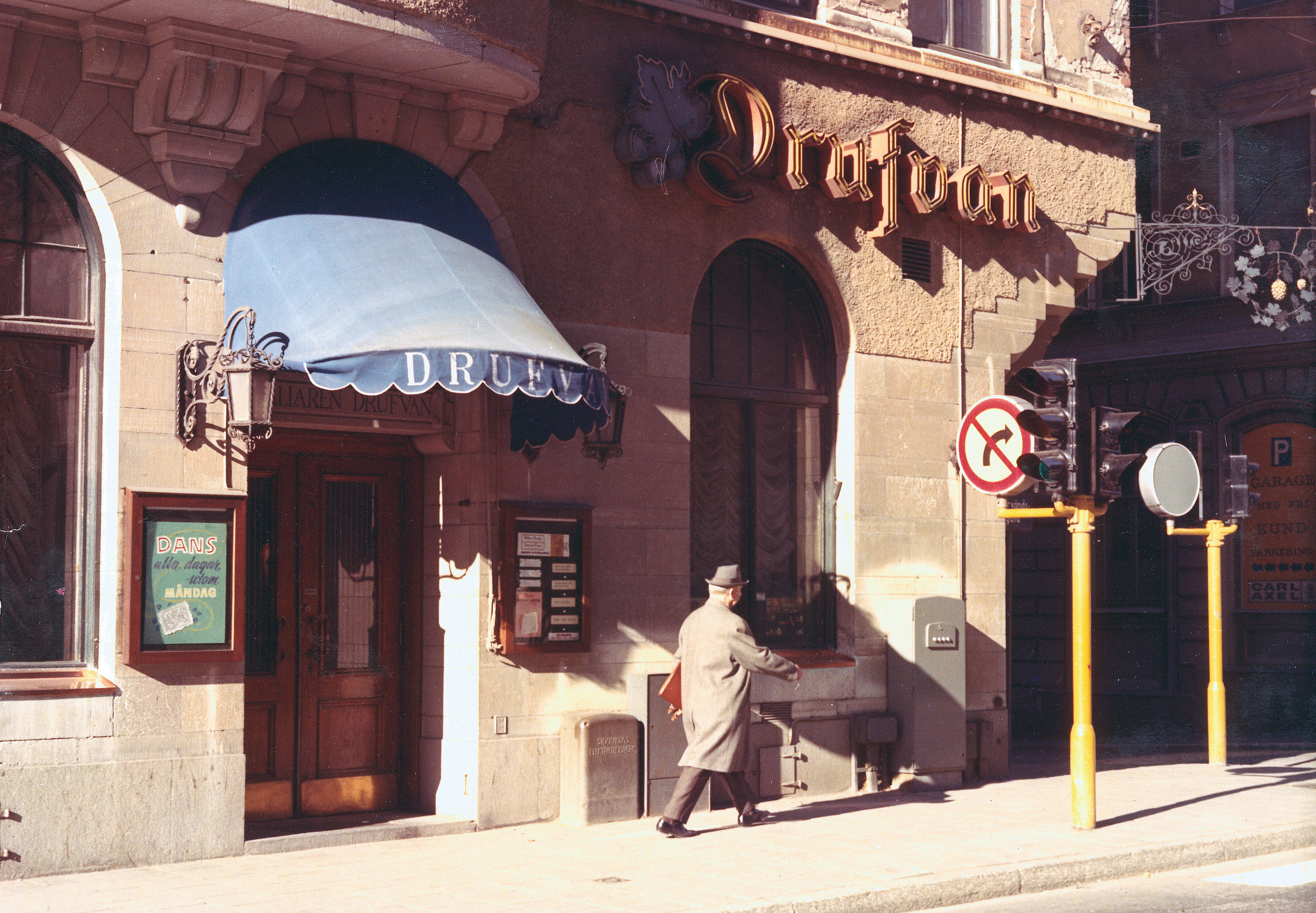
Källaren Drufvan, Götgatan, 1967.

- Faggens krog låg på Gaveliusgatan 5 på östra Södermalm. Stället hade sitt namn efter trädgårdsmästaren Petter Fagge den äldre (död 1731) som flyttade till fastigheten 1702. Petter Fagge den yngre fick 1731 tillstånd att få sälja dricka åt främmande, som komma till honom. Carl Michael Bellman besökte stället ett antal gånger med sina vänner och besjöng Faggens i Fredmans epistel n:o 55 där han skildrar Lorentz Mollbergs kägelspel en sommarafton år 1770. Krogrörelsen fortsatte därefter under olika ägare fram till början av 1800-talet då krogen lades ner och byggnaderna kom att nyttjas som klädesfabrik. Bebyggelsen finns bevarad och ägs av Stockholms stad genom AB Stadsholmen.[63]

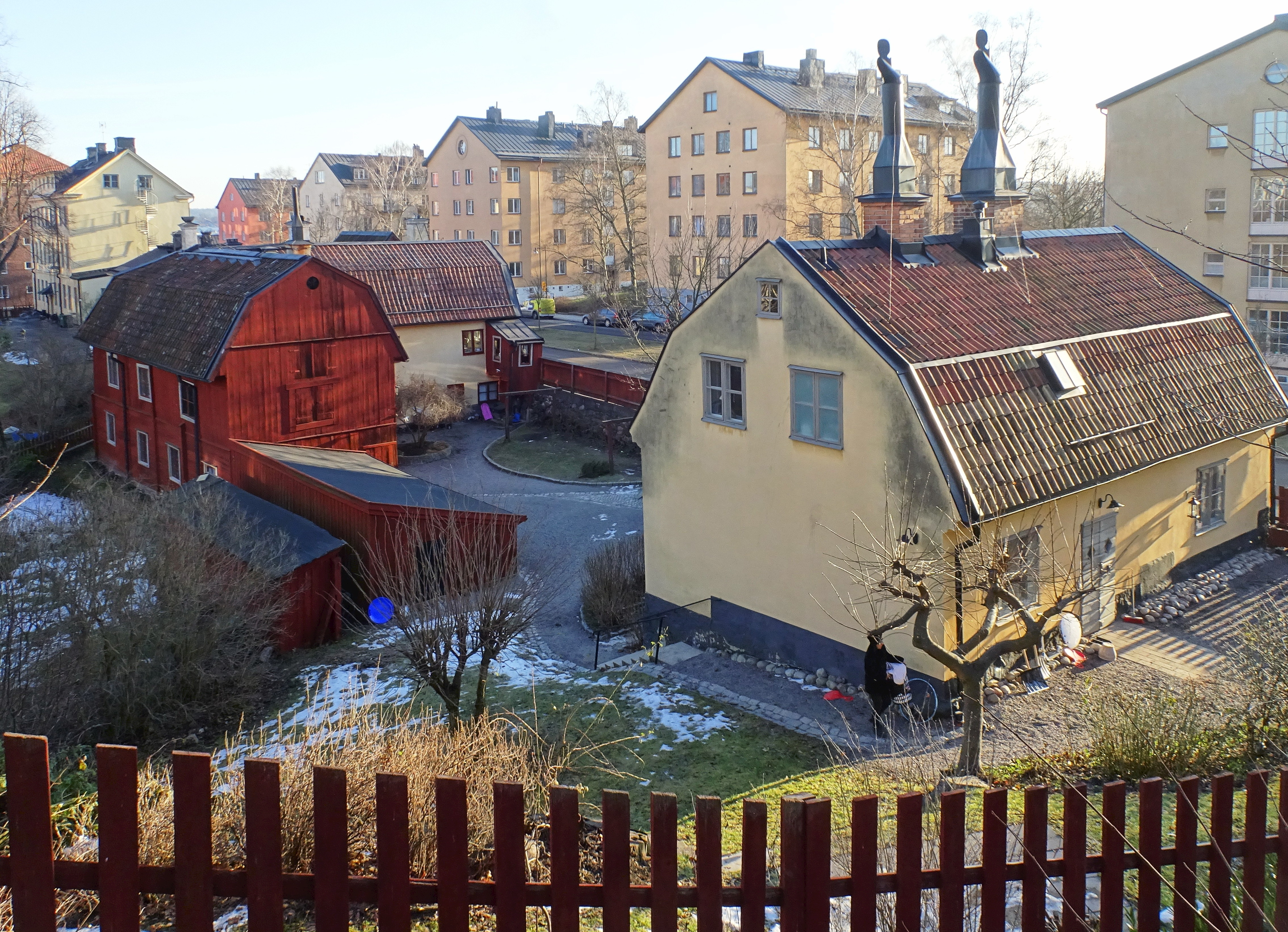
Faggens krogs byggnader, 2017.

- Fittja värdshus var ett av Stockholmstraktens utvärdshus med gästgiveri och poststation, beläget vid en av stadens viktigare färdvägar söderut, nuvarande Södertäljevägen. Den förste krögaren var rådmannen i Stockholm, Gustaf Mattsson, som 1663 inrättade en ”Godh Krogh” i en nyuppförd värdshusbyggnad som han själv bekostade. Gästgiveriet öppnade 1666 och höll även med 20 hästar, som skulle kunna förse resande med utvilade djur. Under 1600- och 1700-talen var Fittja ett av Sveriges största gästgiverier.[64] Verksamheten fanns kvar i olika former fram till 1970-talet; den sista var en mindre servering som stängde 1972.[65]

- Franska värdshuset på Södra Djurgården byggdes 1808 på uppdrag av den franskfödde traktören Jean Babtist Le Maire, vilken inrättade ett värdshus, som kallades De Maires Wärdshus och senare Franska värdshuset. Stället blev snabbt populärt och besöktes av kungligheter, konstnärer och litteratörer. En av stamgästerna på 1800-talets början var publicisten Carl Christoffer Gjörwell den äldre. Här hölls Konstnärsklubbens första sommarfest 1857 där alla tidens ledande konstnärer närvarade. Värdshuset existerade i omkring 50 år. Byggnaden finns kvar än  i dag och är blåklassad av Stadsmuseet i Stockholm.[66]

- Förgyllda Lejonet öppnade 1605 i kvarteret Atlas i hörnet av Tyska brinken och Skomakargatan av kryddkrämaren Hans Meijer (eller Meyer). I början av 1700-talet drevs Lejonet av vinskänken och källarmästaren Valentin Sabbath som även ägde Källaren Rostock vid Västerlånggatan 45. Fram till 1800-talets mitt existerade värdshuset på denna adress under olika namn, som Tyska Lejonet, Förgyldte Lejonet och Lejonet.[42]

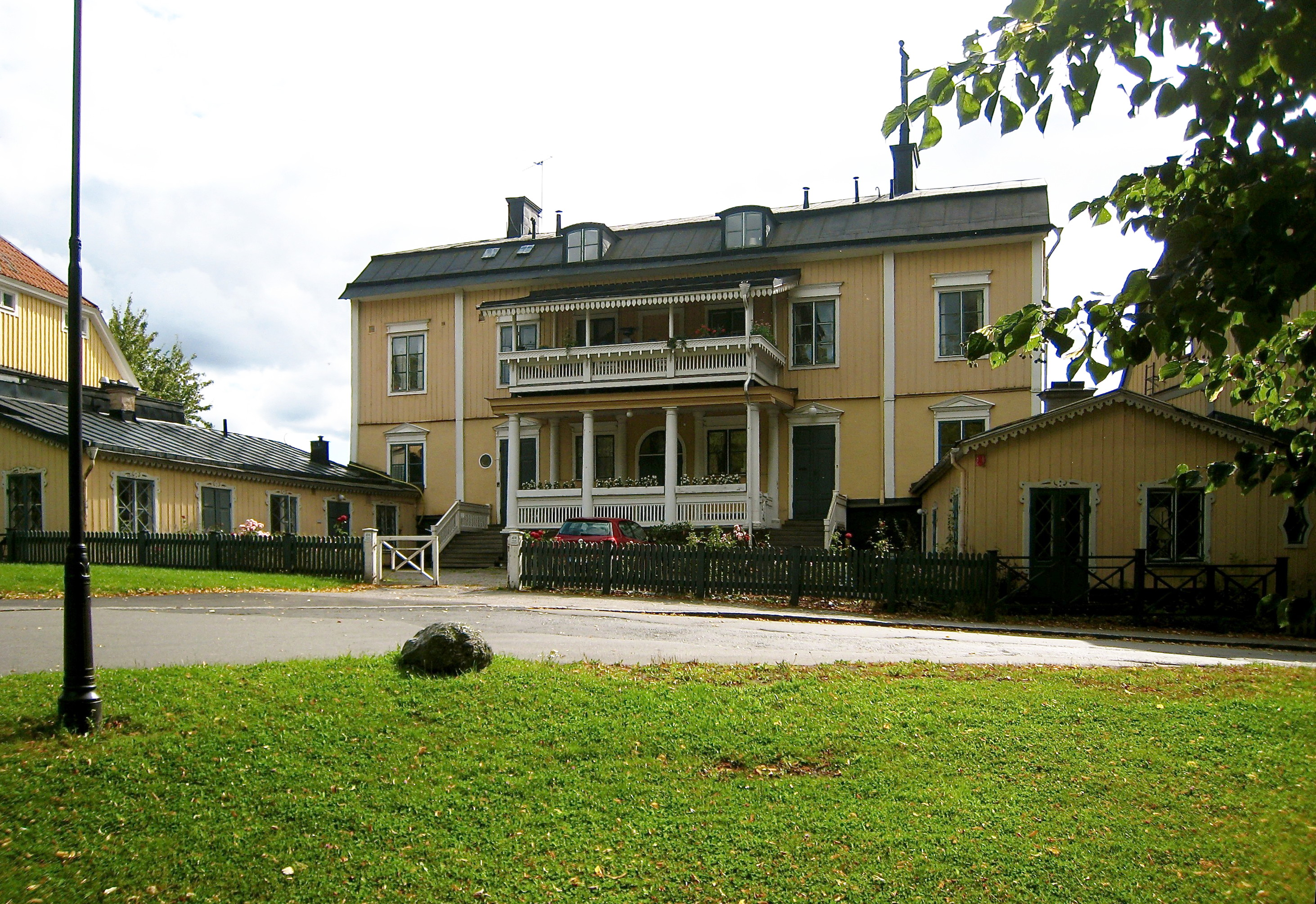
Franska värdshuset, augusti 2009.

- Källaren Hamburg, öppnade på 1600-talet och låg vid Götgatan 53 (tidigare 47) på Södermalm. Verksamheten lades ner 1908 och huset revs 1912. Stället blev ökänt för att de dödsdömda fick sin sista sup här innan de fördes vidare till galgbacken i nuvarande Hammarbyhöjden för att avrättas.[67] Den bakgrunden gav stället även namnet Sista glaset. På platsen står sedan 1928 teatern Göta Lejon.

- Jones grillrum var en av Stockholms första grillrestauranger som öppnade sin verksamhet 1889 i fastigheten Skravelberget mindre 9 vid Norrmalmstorg 2. Stället blev ursprunget till epitetet grilljanne, en benämning på dåtidens unga klädsnobbar som utgjorde en del av besökarna. Jones grillrum drevs av Albert Jones och hans syster Rachel fram till 1893. Mellan 1905 och 1918 låg Restaurant Metropol här. Metropol återuppstod 1927 i ny tappning vid Sveavägen under namnet Metropolpalatset.[68]

- Järva krog var ett utvärdshus med strategisk placering vid vägskälet av två viktiga färdvägar från Stockholm mot norr respektive nordväst: Uppsalavägen och Enköpingsvägen. Krogen omtalas första gången på 1690-talet, men fanns troligen redan på medeltiden. Själva värdshuset revs 1968 men namnet lever kvar i Scandic-hotellet Järva Krog och i namnen på trafikplatsen och busshållplatserna. Nuvarande kvartersnamnet Krögaren påminner om platsen där krogen en gång låg.[69]

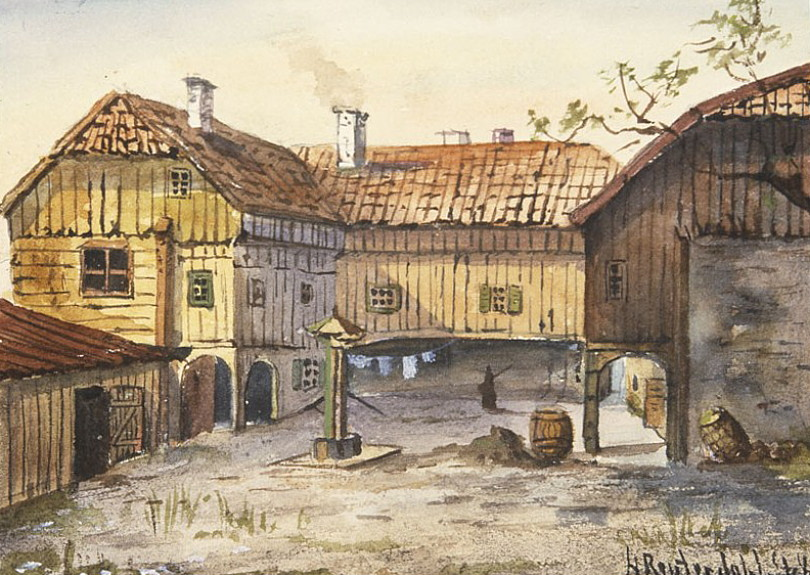
Källaren Hamburg på Götgatan. Akvarell från 1888 av Henry Reuterdahl. Stockholms stadsmuseum.

- Källaren Kejsarkronan, låg på 1700-talet i Sadelmakarens hus vid Drottninggatan 6 på Norrmalm. På 1770-talet blev Kejsarkronan stamlokal för bland andra Carl Michael Bellman, Carl Israel Hallman och Olof Kexél och ett inneställe för unga intellektuella och olika ordensbröder i Stockholm. Den 15 maj 1779 instiftades här ordenssällskapet Par Bricole.[70] Idag finns här den engelskinspirerade krogen Pickwicks Restaurang & Pub där Par Bricoles ordensbröder har sina träffar.[71]

- Värdshuset Klubben, beläget på halvön Klubbensborg i nuvarande Mälarhöjden, har haft krogrörelse sedan 1700-talet. Då gick en av de stora vintervägarna på Mälarens is till och från Stockholm förbi här. Krogen bestod av själva krogstugan och ett brygghus. De båda röda stugorna ("Lilla krogen" och "Fader Höks krog") ligger fortfarande kvar vid stranden. En Fader Hök fanns inte här, det namnet kan man tacka Carl Michael Bellman för. Hur länge krogrörelsen fanns kvar är oklart, men mycket tyder på att den blev utkonkurrerad av ångbåtarna som gjorde sitt intåg i Mälaren med början omkring 1820. Bellman beskrev livet på "Klubben" i Fredmans epistel n:o 49, Landstigning på Klubben.[72]

- Lerkrogen omnämns första gången som torp under Västberga gård, då som "Lars på krogen". Det lämpliga läget intill Göta landsväg gjorde att en krogrörelse startades redan under 1600-talet. Mellan 1689 och 1719 benämns krogen Brännkyrka krog.[73] År 1719 tillkom namnet Lerkrogen, troligtvis i kontrast till den andra krogen på Västberga ägor, Stenkrogen. I början av 1800-talet genomfördes en ombyggnad för att man skulle kunna ta emot övernattande gäster. Huset demonterades 1968 och återuppfördes 1986 nära Älvsjö station där det disponeras av Brännkyrka hembygdsförening.

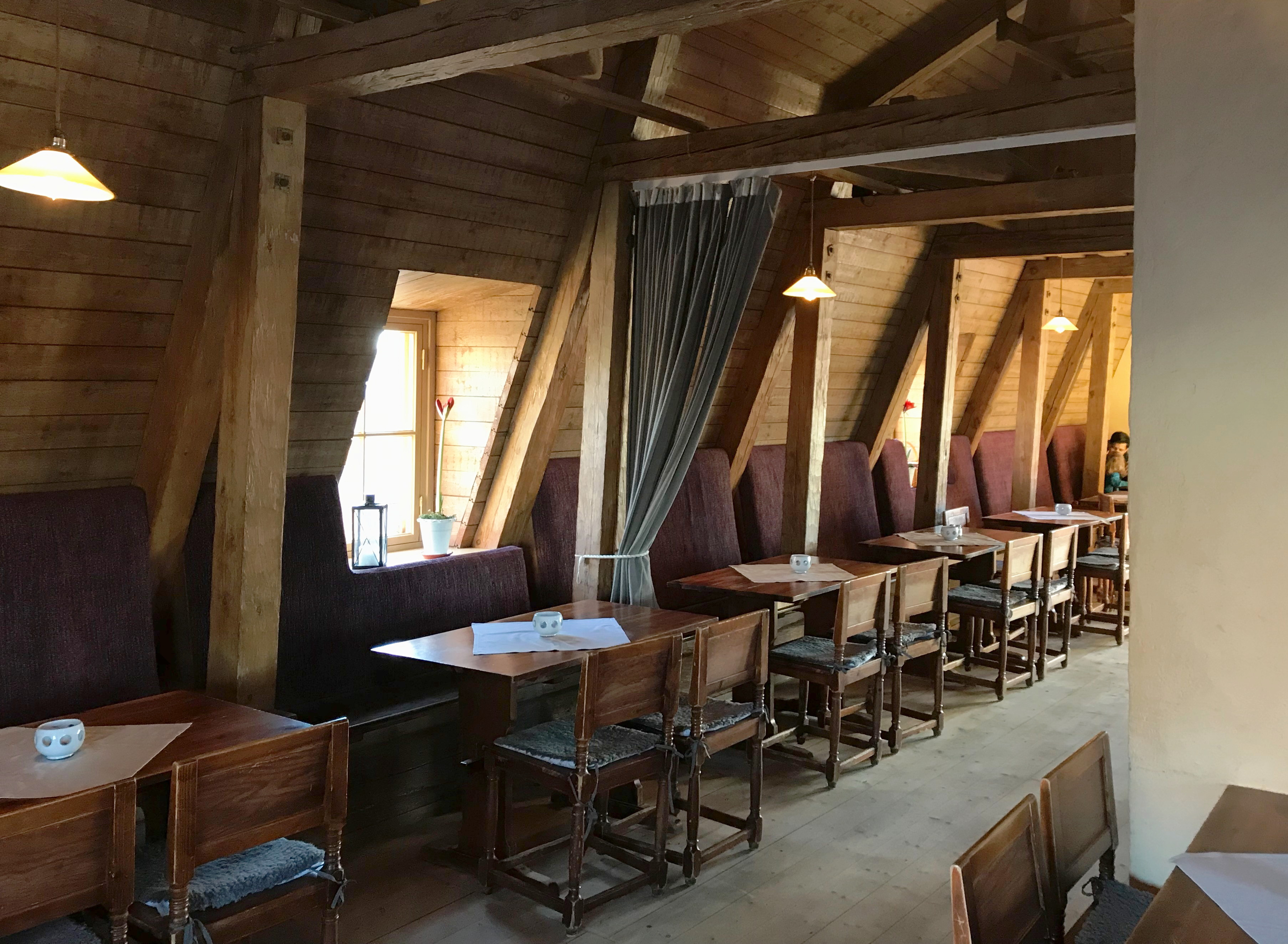
Stora Gungan (rekonstruktion).

- Lidingöbro värdshus vid Kaknäsvägen 64 på Norra Djurgården låg i anslutning till den flottbro, kallad Lidingö bro, som anlades under åren 1802–1803 över Lilla Värtan mellan Lidingö och Djurgården. 1814 hade Konungens befallningsman meddelat tillstånd att i anslutning till Lidingöbron på Djurgårdssidan försälja mat och dricka samt minutera brännvin. Det var dock först 1823 som det egentliga Lidingöbro värdshus stod klart. Verksamheten stängde omkring 2004. Större delen av byggnaden revs i mars 2010 för att bereda plats för ett hotell som planerades att öppna hösten 2014, men därav blev inget.[74]

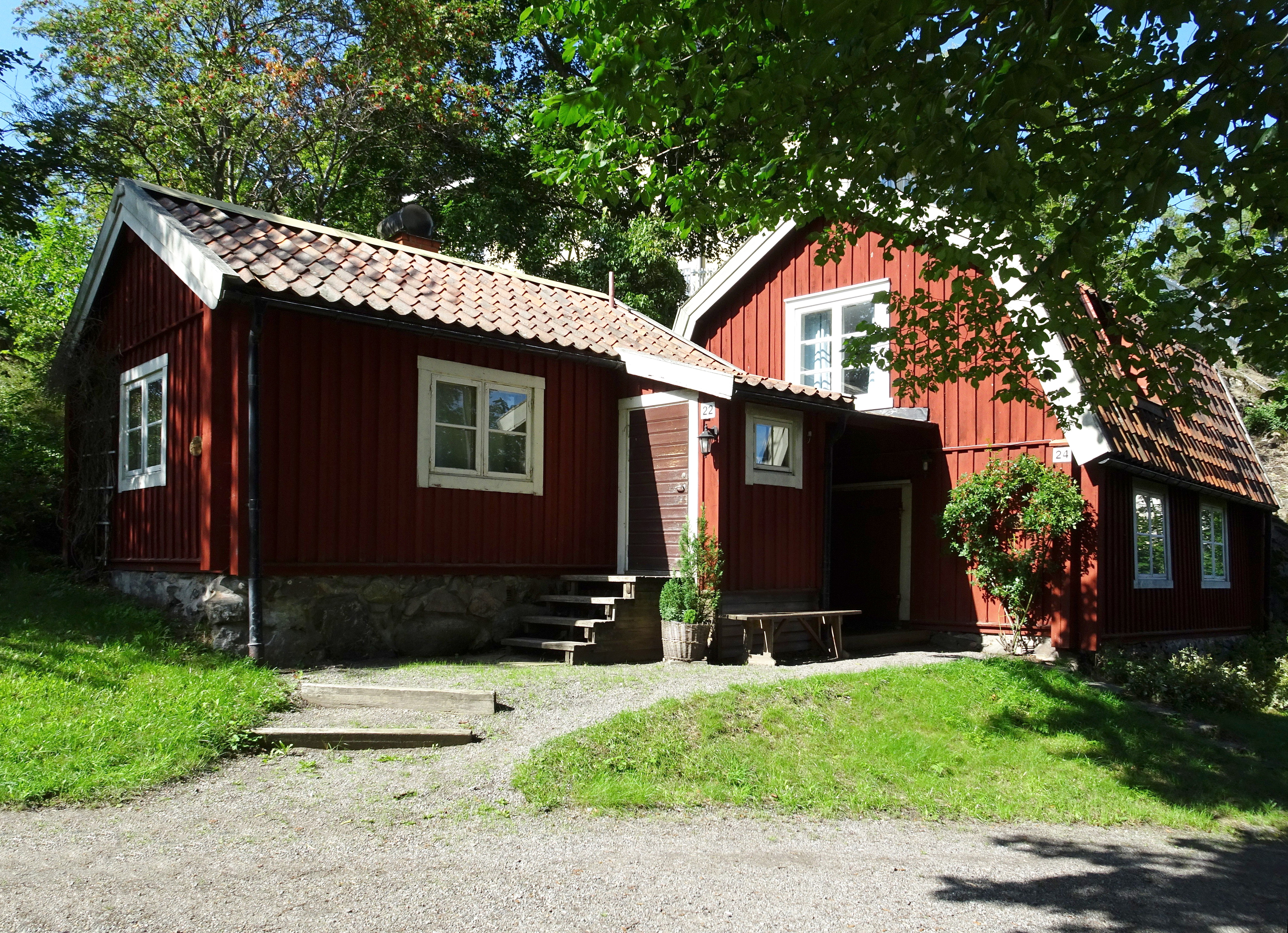
Lilla krogen och Fader Höks krog, 2019.

- Liljeholmens värdshus bedrev krog- och värdshusrörelse från 1600-talet (Lillieholms Kroug 1689) på Liljeholmen i södra Stockholm. Både Lasse Lucidor och Bellman kom att besöka krogen och skriva om den och dess lantliga omgivningar i sina dikter. August Strindbergs mor, Eleonora Ulrika Norling, arbetade här som värdshusflicka. Värdshusrörelsen upphörde 1889 och under en övergångstid fanns en bostad för SJ:s stins i huset. År 1909 revs värdshusbyggnaderna för att ge plats åt en ny godsstation.[75]

- Nackanäs värdshus var ett välkänt utflyktsmål vid sundet mellan Järlasjön och Sicklasjön. Stället existerade mellan 1860 och 1960 då det brann ner till grunden. En av värdshusets stamgäster var skalden Elias Sehlstedt som i sina dikter skildrade många glada och lyckliga stunder på Nackanäs. Föregångaren till Nackanäs värdshus var närbelägna Nacka värdshus med rötter tillbaka till Gustav Vasas tid och 1500-talets mitt.[76]

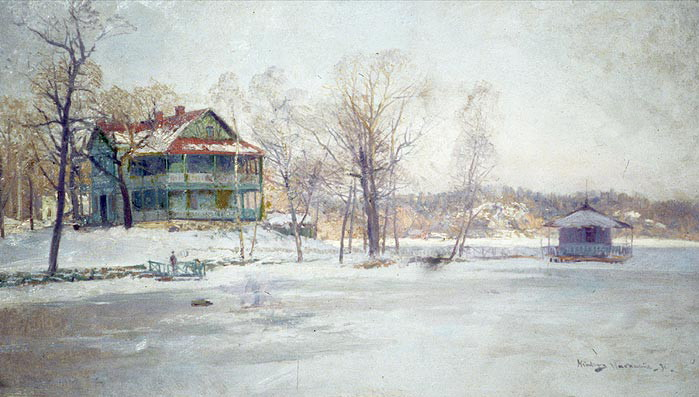
Nackanäs värdshus oljemålning av Johan Kindborg omkring år 1900.

- Norrbacka värdshus var ett känt utvärdshus vid den viktiga färdvägen mot Uppsala, dagens Uppsalavägen. Gården och värdshuset uppfördes i mitten på 1700-talet. Stället var på sin tid mycket välbesökt av bland andra Carl Michael Bellman och Bengt Lidner. Här fördes livliga politiska diskussioner. En sådan syns på en av Elias Martins samtida akvareller. Värdshuset brann ner den 13 december 1882. På platsen står numera Eugeniahemmet vars första byggnad uppfördes 1886.[77]

- Pungpinan var en krog som låg norr om dåvarande Tyresövägen i Skarpnäck. Krogen, som också kallades Skarpnecks krog eller Krogen i kröken, fick enligt traditionen sitt namn av att man där "pinade" sin penningpung för att betala brännvinet. Krogen nämns första gången 1670 och byggnaden revs 1876. Krogrörelsen hade upphört redan i början på 1800-talet.[78] Till samma kategori krogar där man kunde förlora både pengar och hälsan hör Sista styvern på Södermalm och Fördärvet på Långholmen.

- Restaurant 55:an låg i hörnlokalen mellan Bryggargatan 2 och Drottninggatan 55 på Norrmalm. Restaurangen, som hade sitt namn efter husnummer "55", existerade mellan 1863 och 1981 men hade sina rötter i en vinhandel från 1790-talet. Restaurant 55:an präglades under 55 år av fröken Augusta Andersson, till en början som anställd och efter 1901 som ägare. 55:an var en av Anders Zorns stamlokaler när han vistades i Stockholm och här höll Klubben Klothilda sina sammankomster varje tisdag.[79]

- Restaurant W6 bytte adress tre gånger och fanns till en början vid Karduansmakargatan, där krögaren Frans Lindqvister öppnade den 1875. Efter 1915 och fram till sin stängning 1965 låg W6 i hörnet av Herkulesgatan 25 och Klara västra kyrkogata 3. Stället kom framför allt att bli förknippat med Stockholms tidningar, såsom Nya Dagligt Allehanda, Svenska Dagbladet och Dagens Nyheter. Tillsammans med Tennstopet, S:ta Clara och Löwenbräu hörde W6 till Klarakvartenens populära inneställen som gärna besöktes av tidningskvarterens journalister. Samtliga fyra restauranger revs under loppet av några år i mitten av 1960-talet när det stora cityomdanings-projektet Norrmalmsregleringen genomfördes. W6 stängde för gott, medan Tennstopet, Löwenbräu och S:ta Clara åter öppnade på nya adresser i helt andra stadsdelar långt ifrån Klarakvarteren.[80]

- Sabbatsbergs värdshus öppnades i början av 1700-talet av den tyske vinskänken Valentin Sabbath, vars namn sedermera återkom i området Sabbatsberg. Han ägde och drev tidigare den kända källaren Rostock (eller Råstock) vid Västerlånggatan i Gamla stan. Hans värdshusrörelse upphörde 1720 då han avled. Sabbaths gamla huvudbyggnad finns kvar än  i dag, dock i kraftigt ombyggd form. Huset utgör stommen (ytterväggarna) i Sabbatsbergs kyrka som inrättades 1761 för Sabbatsbergs fattighus.[81]

- Snickarkrogen eller Snickartorps Wärdshus var ett torp under säteriet Vårby gård i södra Stockholm. Förleden snickar härrör från den tiden då det var bostad för säteriets snickare. Stället blev vägkrog i samband med att en ny färdväg anlades 1669 från Hornstull söderut (föregångaren till Södertäljevägen). I byggnaden bedrevs krogverksamhet fram till slutet av 1800-talet. Mellan 1891 och 1901 blev huset skola, därefter privatbostad. Byggnaden brann ner 1992.[82]

- Källaren Spanska Druvan var en vinkällare som på 1500-talet, under kung Johan III:s tid, hade sina lokaler i några av Stockholms äldsta källarvalv vid Stortorget i Gamla stan.[83] Hur länge Spanska Druvan existerade är inte känt, men sedan 1938 serveras mat och dryck igen i de gamla källarvalven i och med att Stortorgskällaren inledde sin verksamhet här.

- Stora Gungan blev 1725 en arrendegård under Enskedegodset. Stället var på 1700-talet skjutshåll för resande på Dalarövägen och förekommer i en av Fredmans epistlar, vilket tyder på att Carl Michael Bellman besökt Stora Gungan. Huset monterades ner 1969 och byggdes upp igen i Skansens stadskvarter där det idag inhyser en restaurang i 1890-talsstil.

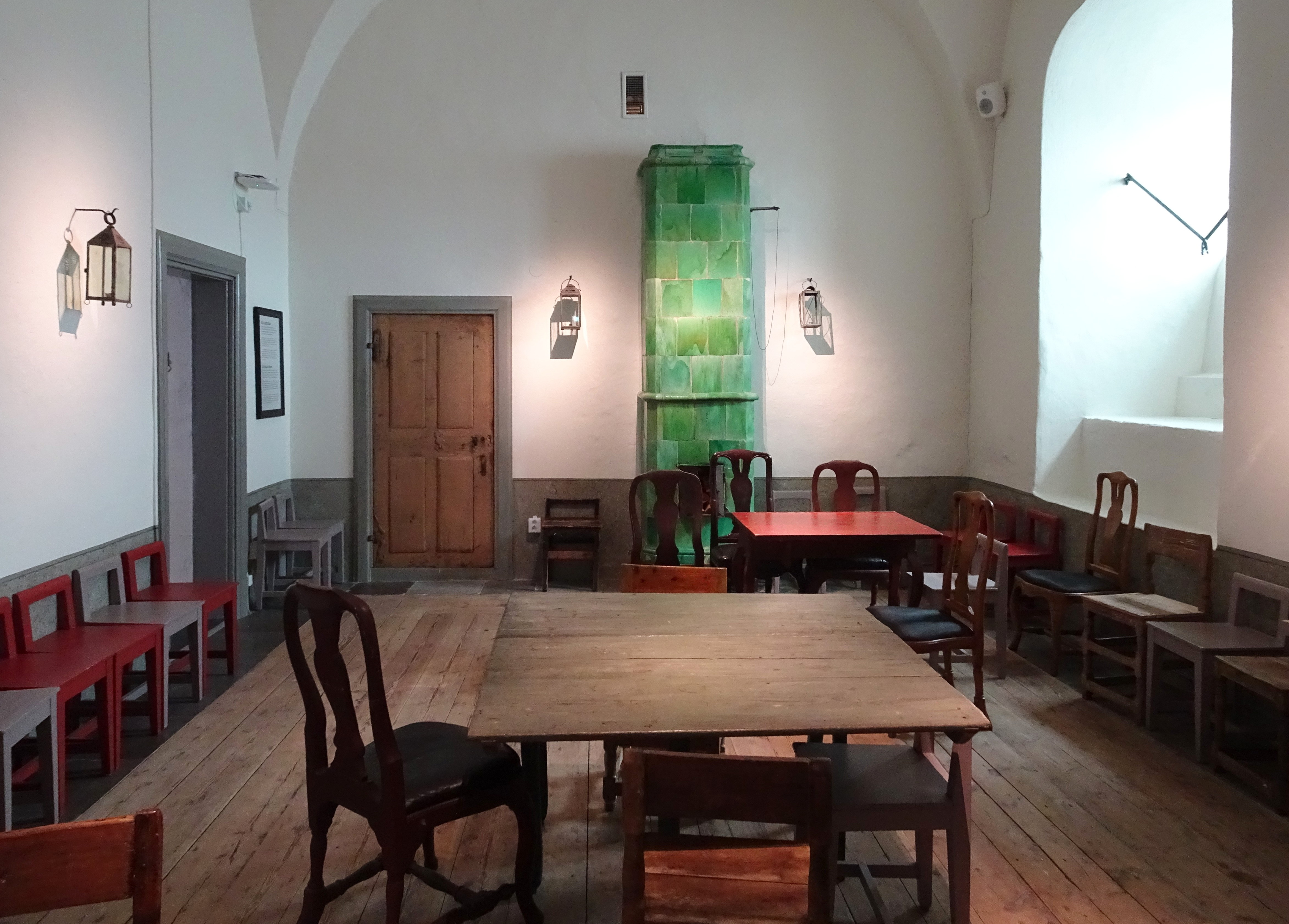
Södra stadshuskällaren (rekonstruktion).

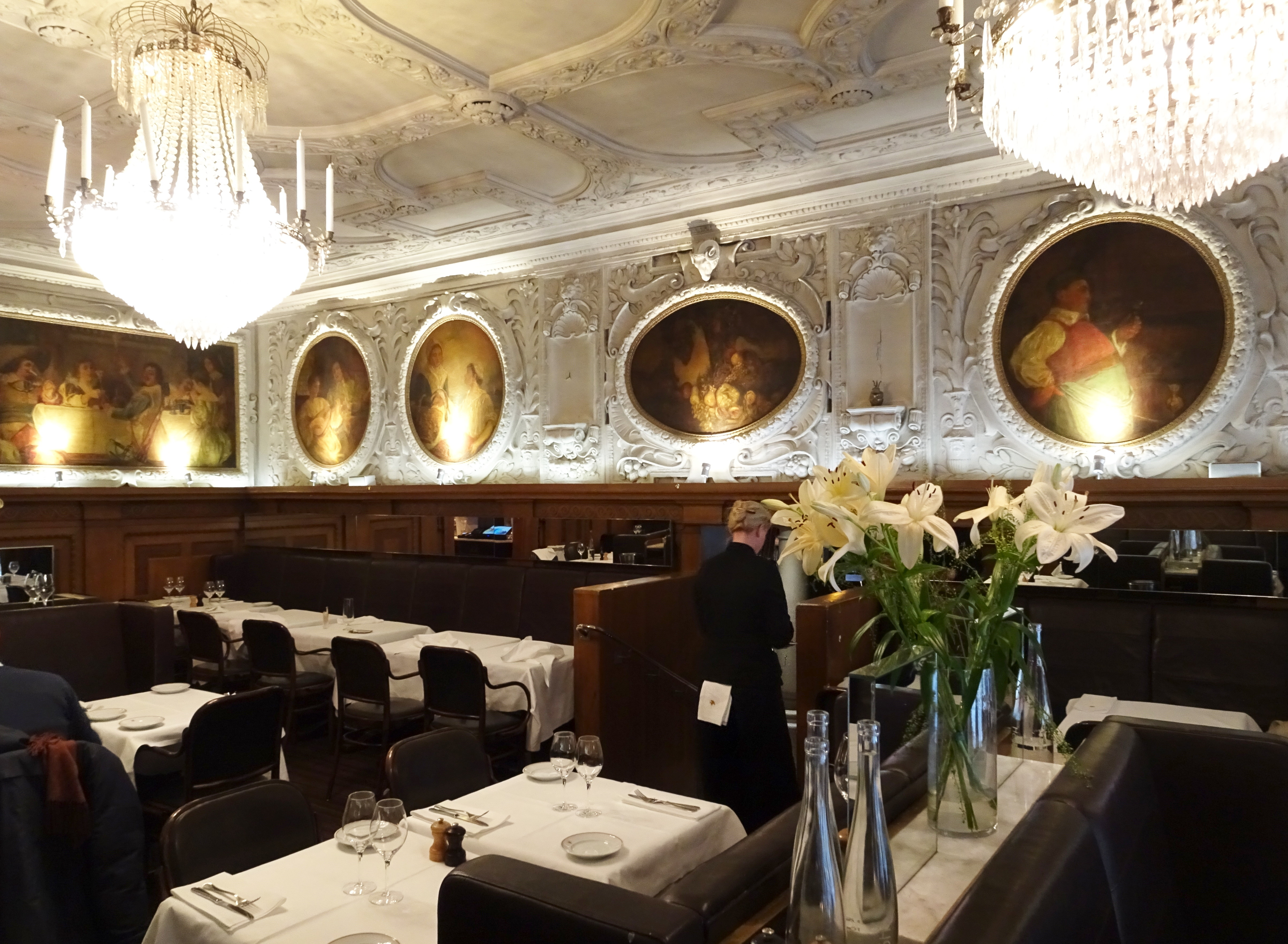
Restaurant Tattersalls matsal, 2020.

- Södra stadshuskällaren, även kallad Malmens källare, var en krog i Södra stadshuset (nuvarande Stadsmuseet i Stockholm) som existerade mellan 1680 och 1849. När Södra stadshuset stod klart 1680 kunde Södra stadskällaren disponera flera rum, framför allt i den norra flygelns källare. Där hade utskänkningslokalen en egen ingång från Brunnsbacken (nuvarande Södermalmstorg). Även hörnrummet mot Götgatan var serveringslokal. Via ett förmak och en korridor kunde man nå köket som låg närmast huvudtrappan. En av de första vinskänkarna var Johan Jöransson. Efter dennes död 1734 övertogs verksamheten av hustrun Sofia Margareta. Stället hade prominenta gäster, bland dem Carl Michael Bellman, Gustav III och Ulla Winblad. I Stadsmuseets permanenta utställning har den gamla källarstugan återfått det utseende den hade på 1700-talets mitt.[84]

- Restaurant Tattersall började sin verksamhet i december 1898 i nöjesetablissemangen Tattersall vid Grev Turegatan 16 på Östermalm. Tattersall  var ett elegant och mycket påkostat ridhus och ridstall efter brittiskt mönster. Till anläggningen hörde utöver olika underhållningsevenemang även "refreshment rooms". Den senare funktionen övertogs av Restaurant Tattersall. Ridanläggningen gick i konkurs redan efter två år men restaurangen fanns kvar under samma namn fram till 1969, idag ligger restaurangen Grodan i delar av Tattersall gamla lokaler där den ursprungliga matsalen är fortfarande bevarad.[85]

- Källaren Tre Kronor, även kallad Stadskällaren Tre kronor, låg på 1600- och 1700-talen i Kvarteret Proserpina vid Järntorget. Liksom Blå Örn hörde Tre Kronor till stadens officiella värdshus som fick ta hand om hovets utländska gäster. I handlingar från 1600-talet omtalas ett hus vid Järntorget med namnet Tre Kronor. Med huset avses Alardiska huset i kvarteret Proserpina. Troligen bodde här krögaren Henrik Danitz som bedrev sin värdshusrörelse i husets södra del i början av 1600-talet. Fasaden smyckades med en krogskylt visande tre kronor. Sedan Riksbanken inrättats på 1680-talet i Södra Bankohuset, fick källaren Tre kronor namnet Bankokällaren.[86] På Erik Dahlberghs illustration av Södra Bankohuset och Järntorget från 1691 i Sueciaverket syns källarens skylt med tre kronor som sitter i hörnet på Alardiska huset.[87] År 1772 köpte Riksbanken huset och lät riva det samt uppföra Norra Bankohuset i dess ställe.

- Tre Remmare låg på Regeringsgatan 47 på Norrmalm. Stället hade funnits på samma adress sedan 1688 och försvann i samband med Norrmalmsregleringen 1962. På platsen uppfördes sedan parkeringshuset Parkaden. Därefter fortsatte Tre Remmare sin verksamhet vid Regeringsgatan 16 fram till 1970 då även det huset revs och restaurangen stängdes för gott. De sista åren i Tre Remmares långa historia drevs stället av källarmästaren Luciano Frati som här introducerade pizzan i Sverige. På Tre Remmare fanns "Skrubben nr 4" som besjöngs av Carl Michael Bellman i Fredmans epistel n:o 28.[88]

- Östermalmskällaren öppnade 1803 under namnet Ladugårdslandskällaren av vinhandlaren Carl Petter Lidberg. Stället låg i ett 1700-talshus vid hörnet av Storgatan 5 och Sibyllegatan på Östermalm. Östermalmskällaren existerade fram till nyårsafton 1957, varefter hela kvarteret revs och uppstod på platsen ett modernt kontorskomplex ritat av arkitekt Anders Tengbom för Sveriges verkstadsförening. I den nya byggnaden återuppstod Östermalmskällaren, men den fick lägga ner efter ett 20-tal år på grund av bristande lönsamhet.[89]

### Noter

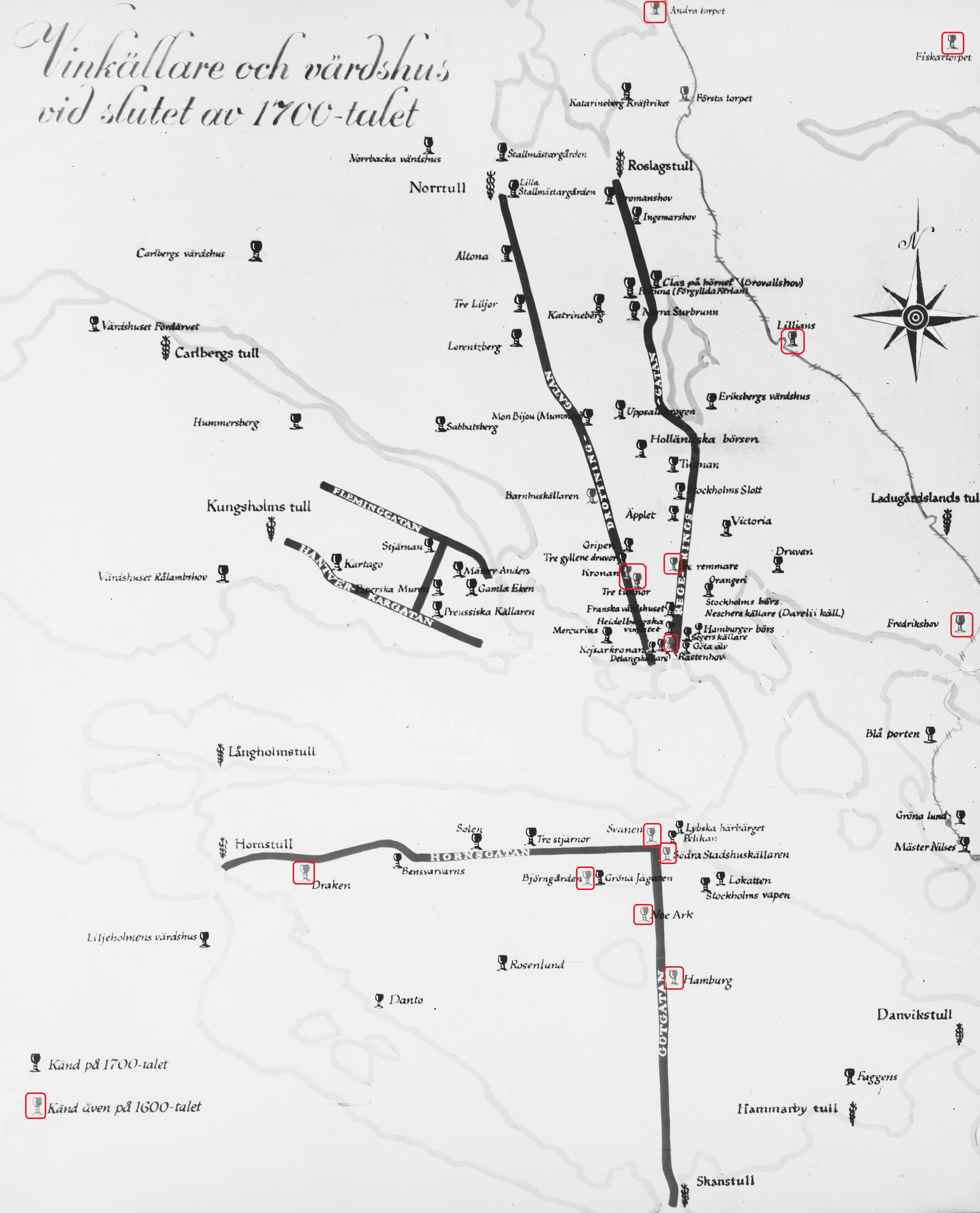
Kända Vinkällare på 1700-talets slut i Stockholm (exklusive Gamla stan).